# Lista dzieł Francisca Goi

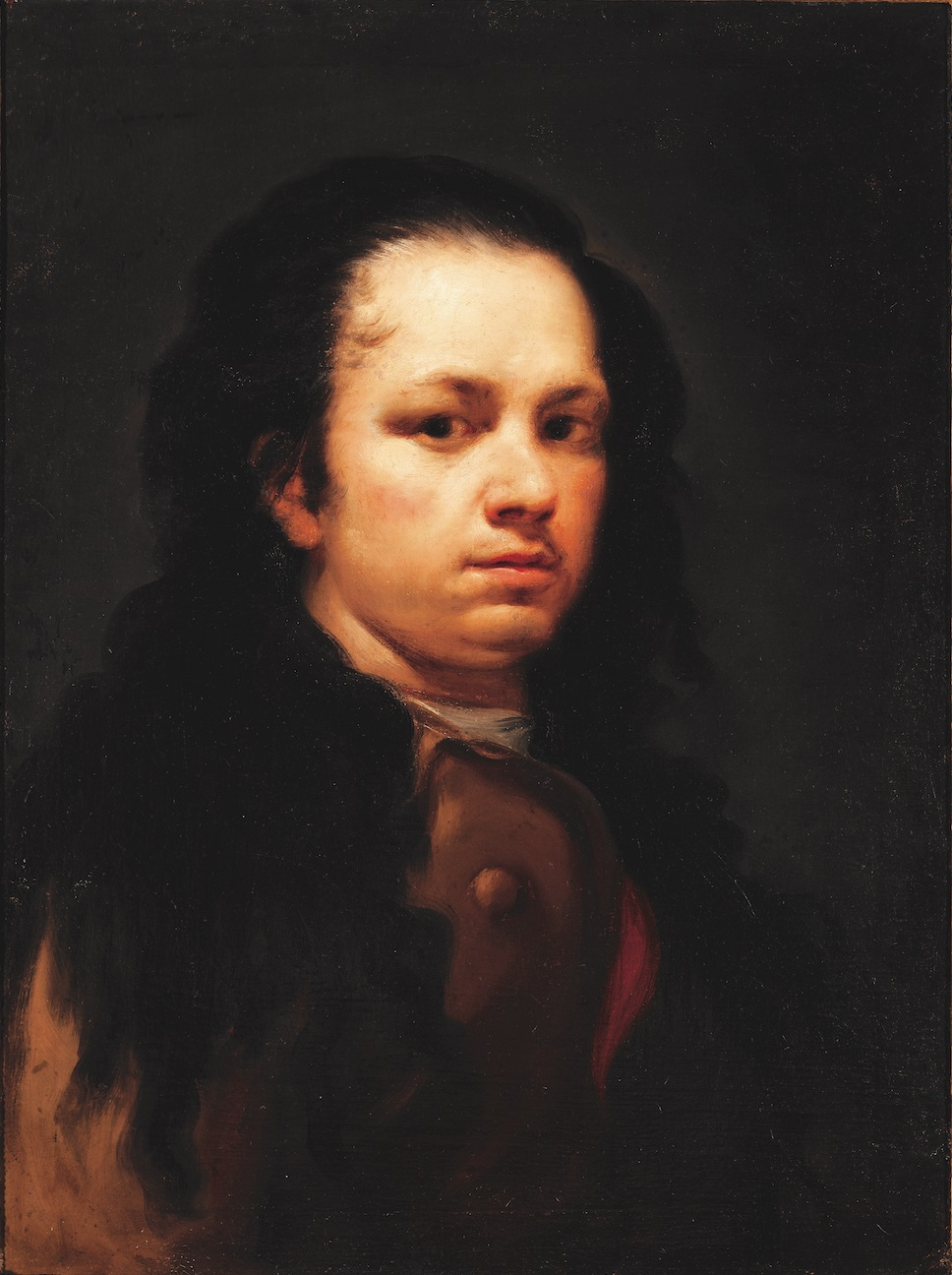
Autoportret (1773)

Lista dzieł Francisca Goi zawiera dorobek twórczy malarza.
Francisco José de Goya y Lucientes (ur. 30 marca 1746 w Fuendetodos, zm. 16 kwietnia 1828 w Bordeaux) – hiszpański malarz, grafik i rysownik okresu romantyzmu, nadworny malarz Karola III Burbona, Karola IV Burbona i Ferdynanda VII Burbona, portrecista i malarz scen rodzajowych.
Kariera artystyczna Goi rozciąga się mniej więcej pomiędzy rokiem 1771, kiedy namalował swój pierwszy fresk w bazylice del Pilar w Saragossie, a 1827, kiedy powstała jedna z jego ostatnich prac Mleczarka z Bordeaux. W ciągu ponad pół wieku jego pracy zawodowej powstało około 700 malowideł, 280 grafik i około tysiąca rysunków.
Goya ewoluował od rokoka, którym przesiąknięte są jego pierwsze freski i projekty gobelinów, aż do stworzenia własnego, niepowtarzalnego stylu, który można podziwiać w jego portretach i scenach rodzajowych. Efektem wyzwolenia się od klasycznych zasad i kulminacją artystycznego geniuszu jest seria czarnych obrazów. Poruszana przez niego tematyka jest bardzo szeroka, zaliczają się do niej: portret, scena rodzajowa (polowania, sceny ludowe, przywary społeczeństwa, przemoc, czarownice i gusła), malarstwo historyczne, religijne i martwa natura.
W odniesieniu do liczby prac i ich jakości szczególnie istotna jest kolekcja zachowana w Muzeum Prado w Madrycie. Artysta jest również szeroko reprezentowany w różnych muzeach świata, zwłaszcza przez swoje portrety. Jego prace można oglądać w National Gallery w Londynie, Metropolitan Museum of Art w Nowym Jorku, Galerii Uffizi, Starej Pinakotece w Monachium i wielu innych.

## Dzieła

### Obrazy olejne

#### 1763–1779
| Obraz | Tytuł                                                                              | Data                    | Wymiary         | Kolekcja                                                            | Kraj       |
| ----- | ---------------------------------------------------------------------------------- | ----------------------- | --------------- | ------------------------------------------------------------------- | ---------- |
|       | Ustanowienie świętego Alojzego Gonzagi patronem młodych                            | ok. 1763–1765           | 127 × 288 cm    | Museo de Zaragoza                                                   | Hiszpania  |
|       | Święty Krzysztof                                                                   | 1767                    | 140 × 100 cm    | Kolekcja prywatna (Barcelona), depozyt w Museo de Zaragoza          | Hiszpania  |
|       | Objawienie Matki Bożej z Pilar świętemu Jakubowi                                   | ok. 1769                | 79 × 55 cm      | Kolekcja prywatna (Aragonia)                                        | Hiszpania  |
|       | Święta Rodzina ze świętym Józefem i świętą Anną lub Trzy pokolenia                 | ok. 1769                | 79 × 55 cm      | Kolekcja Marquesa de las Palmas (Jerez de la Frontera)              | Hiszpania  |
|       | Hannibal zwycięzca po raz pierwszy spoglądający z Alp w kierunku Italii            | 1770–1771               | 83,3 × 133,5 cm | Prado (Madryt)                                                      | Hiszpania  |
|       | Hannibal zwycięzca po raz pierwszy spoglądający z Alp w kierunku Italii (szkic I)  | 1770                    | 30,5 × 38,5 cm  | Museo de Zaragoza                                                   | Hiszpania  |
|       | Hannibal zwycięzca po raz pierwszy spoglądający z Alp w kierunku Italii (szkic II) | 1770                    | 31,1 × 40,6 cm  | Kolekcja prywatna                                                   |            |
|       | Ofiara składana Panowi                                                             | 1771                    | 32,5 × 24 cm    | Kolekcja prywatna (Saragossa)                                       | Hiszpania  |
|       | Ofiara składana Weście                                                             | 1771                    | 32,5 × 24 cm    | Kolekcja Félix Palacios Remondo (Saragossa)                         | Hiszpania  |
|       | Wenus i Adonis                                                                     | 1771                    | 23 × 12 cm      | Museo de Zaragoza                                                   | Hiszpania  |
|       | Ekstaza świętego Antoniego                                                         | 1771                    | 47,2 × 38,8 cm  | Kolekcja prywatna                                                   |            |
|       | Śmierć świętego Franciszka Ksawerego                                               | 1771                    | 56 × 42 cm      | Museo de Zaragoza                                                   | Hiszpania  |
|       | Matka Boża z Pilar                                                                 | ok. 1771–1774           | 56 × 42 cm      | Museo de Zaragoza                                                   | Hiszpania  |
|       | Św. Barbara                                                                        | 1772–1773               | 97,2 × 78,5 cm  | Prado (Madryt)                                                      | Hiszpania  |
|       | Matka Boska z Dzieciątkiem                                                         | 1772–1773               | 58,3 × 83,7 cm  | Kolekcja prywatna                                                   | Hiszpania  |
|       | Matka Boska z Dzieciątkiem i świętym Józefem                                       | 1772–1773               | ?               | Kolekcja prywatna                                                   | Hiszpania  |
|       | Wierni u stóp Krzyża                                                               | 1772–1773               | 131 × 90 cm     | Kolekcja prywatna (Barcelona)                                       | Hiszpania  |
|       | Matka Boska ze św. Joachimem i św. Anną                                            | 1772–1773               | 96,6 × 74,7 cm  | Kolekcja prywatna, depozyt w Museo Diocesano de Arte Sacro de Álava | Hiszpania  |
|       | Sen św. Józefa                                                                     | 1772                    | 129 × 93 cm     | Museo de Zaragoza                                                   | Hiszpania  |
|       | Śmierć św. Alberta z Jerozolimy                                                    | 1772–1775               | 35 × 60 cm      | Klasztor karmelitanek bosych w Cuence                               | Hiszpania  |
|       | Ucieczka do Egiptu                                                                 | 1772–1775               | 35 × 60 cm      | Klasztor karmelitanek bosych w Cuence                               | Hiszpania  |
|       | Lot i jego córki                                                                   | ok. 1774                | 90 × 125 cm     | Kolekcja prywatna                                                   | Szwajcaria |
|       | Ofiara córki Jeftego                                                               | ok. 1774                | 97 × 120 cm     | Kolekcja Várez Fisa (Madryt)                                        | Hiszpania  |
|       | Św. Ignacy Loyola                                                                  | 1775–1780               | 85 × 57 cm      | Museo Camón Aznar (Saragossa)                                       | Hiszpania  |
|       | Chrzest Jezusa w Jordanie                                                          | 1775–1780               | 45 × 39 cm      | Kolekcja prywatna, Madryt                                           | Hiszpania  |
|       | Święta Rodzina                                                                     | 1775–1780 lub 1780–1789 | 203 × 143 cm    | Prado                                                               | Hiszpania  |
|       | Święty Jakub Apostoł i jego uczniowie adorujący Matkę Bożą z Pilar                 | 1775–1780               | 107 × 80 cm     | Kolekcja prywatna                                                   | Hiszpania  |
|       | Objawienie Matki Bożej z Pilar                                                     | ok. 1775 lub 1782–1783  | 46,7 × 33 cm    | Museu Nacional d’Art de Catalunya (Barcelona)                       | Hiszpania  |
|       | Objawienie Matki Bożej z Pilar świętemu Jakubowi (szkic)                           | 1782–1783               | 47 × 33 cm      | Fondo Cultural Villar Mir (Madryt)                                  | Hiszpania  |
|       | Ezop i Menippos (kopia z Velázqueza)                                               | 1778                    | ?               | Museo Camón Aznar (Saragossa)                                       | Hiszpania  |

#### 1780–1807
| Obraz | Tytuł | Data               | Wymiary           | Kolekcja                                                                            | Kraj              |
| ----- | --- | ------------------ | ----------------- | ----------------------------------------------------------------------------------- | ----------------- |
|       | Chrystus na krzyżu                                                                                                  | 1780               | 255 × 154 cm      | Prado (Madryt)                                                                      | Hiszpania         |
|       | Ekstaza świętego Antoniego                                                                                          | ok. 1780           | 67 × 46 cm        | Museo de Zaragoza                                                                   | Hiszpania         |
|       | Martín Zapater | ok. 1780           | 46,5 × 32 cm      | Kolekcja prywatna                                                                   | Hiszpania         |
|       | Scena w szkole | 1780–1785          | 19,7 × 38,7 cm    | Museo de Zaragoza                                                                   | Hiszpania         |
|       | Antonio Veyán y Monteagudo                                                                                          | 1782               | 231 × 172,5 cm    | Museo de Huesca                                                                     | Hiszpania         |
|       | Mężczyzna z szablą szermierczą lub Portret Francisca Sabatiniego                                                    | 1775–1779 lub 1783 | 82,9 × 62,2 cm    | Meadows Museum (Dallas)                                                             | Stany Zjednoczone |
|       | Mariano Ferrer y Aulet                                                                                              | 1780–1783          | 83,9 × 63,4 cm    | Muzeum Sztuk Pięknych w Walencji                                                    | Hiszpania         |
|       | Miguel de Múzquiz y Goyeneche, hrabia de Gausa                                                                      | 1783–1785          | 200 × 114 cm      | Bank Hiszpanii                                                                      | Hiszpania         |
|       | Portret Camila Goi                                                                                                  | 1780–1785 lub 1800 | 94 × 71 cm        | Dom Muzeum Ignacia Zuloagi (Zumaia)                                                 | Hiszpania         |
|       | Portret Marii Teresy de Vallabriga                                                                                  | 1783               | 67,2 × 50,4 cm    | Kolekcja Juan Antonio Pérez Simón                                                   | Meksyk            |
|       | Portret Marii Teresy de Vallabriga                                                                                  | 1783               | 151,2 × 97,8 cm   | Stara Pinakoteka (Monachium)                                                        | Niemcy            |
|       | Portret Marii Teresy de Vallabriga                                                                                  | 1783               | 48 × 39,6 cm      | Prado (Madryt)                                                                      | Hiszpania         |
|       | Portret infanta Ludwika Antoniego                                                                                   | 1783               | 48,5 × 39,4 cm    | Kolekcja prywatna książąt de Sueca                                                  | Hiszpania         |
|       | Portret Marii Teresy Burbon y Vallabriga                                                                            | 1783               | 134,5 × 117,5 cm  | National Gallery of Art (Waszyngton)                                                | Stany Zjednoczone |
|       | Portret Ludwika Marii Burbona y Vallabriga                                                                          | 1783               | 133 × 114,7 cm    | Museo de Zaragoza                                                                   | Hiszpania         |
|       | Portret Marii Teresy de Vallabriga na koniu (szkic)                                                                 | 1783–1784          | 82,5 × 62 cm      | Galeria Uffizi (Florencja)                                                          | Włochy            |
|       | Rodzina infanta don Luisa                                                                                           | 1783               | 248 × 330 cm      | Fundacja Magnani-Rocca                                                              | Włochy            |
|       | Hrabia Floridablanca                                                                                                | 1783               | 262 × 166 cm      | Bank Hiszpanii (Madryt)                                                             | Hiszpania         |
|       | Hrabia Floridablanca                                                                                                | 1783               | 196 × 161,5 cm    | Prado (Madryt)                                                                      | Hiszpania         |
|       | Kazanie świętego Bernardyna ze Sieny przed Alfonsem Aragońskim                                                      | 1781-1783          | 480 × 300 cm      | Bazylika San Francisco el Grande (Madryt)                                           | Hiszpania         |
|       | Kazanie świętego Bernardyna ze Sieny przed Alfonsem Aragońskim (szkic I)                                            | 1781               | 31 × 62 cm        | Kolekcja Tatiana Pérez de Guzmán el Bueno                                           |                   |
|       | Kazanie świętego Bernardyna ze Sieny przed Alfonsem Aragońskim (szkic II)                                           | 1781–1782          | 62 × 33 cm        | Kolekcja Tatiana Pérez de Guzmán el Bueno                                           |                   |
|       | Kazanie świętego Bernardyna ze Sieny przed Alfonsem Aragońskim (szkic lub redukcja)                                 | 1782–1783          | 140 × 80 cm       | Zaginiony                                                                           |                   |
|       | Niepokalane Poczęcie                                                                                                | 1784               | 80 × 41 cm        | Prado (Madryt)                                                                      | Hiszpania         |
|       | Architekt Ventura Rodríguez                                                                                         | 1784               | 107 × 81 cm       | Nationalmuseum (Sztokholm)                                                          | Szwecja           |
|       | Portret Juana Agustína Ceána Bermúdeza                                                                              | ok. 1785           | 82 × 55 cm        | Kolekcja prywatna                                                                   | Hiszpania         |
|       | Portret Gaspara Melchora de Jovellanosa                                                                             | 1780–1785          | 185 × 110 cm      | Narodowe Muzeum Rzeźby w Valladolid (eksponowany w Muzeum Sztuk Pięknych w Asturii) | Hiszpania         |
|       | Herkules i Omfale                                                                                                   | 1784               | 81 × 64,1 cm      | Kolekcja prywatna                                                                   |                   |
|       | Admirał José de Mazarredo                                                                                           | 1784–1785 lub 1789 | 105 × 84 cm       | Lowe Art Museum (Coral Gables)                                                      | Stany Zjednoczone |
|       | Admirał José de Mazarredo                                                                                           | 1784–1785 lub 1789 | 103 × 83 cm       | Zaginiony                                                                           |                   |
|       | Zwiastowanie | ok. 1785           | 280 × 177 cm      | Kolekcja prywatna (Sewilla)                                                         | Hiszpania         |
|       | Zwiastowanie (szkic)                                                                                                | ok. 1785           | 40,3 × 23,2 cm    | Museum of Fine Arts w Bostonie                                                      | Stany Zjednoczone |
|       | Portret księżnej Benavente lub Portret Marii Josefy de Soledad, księżnej Osuny                                      | 1785               | 112 × 80 cm       | Kolekcja March (Palma de Mallorca)                                                  | Hiszpania         |
|       | Portret księcia Osuny                                                                                               | 1785               | 118 × 82 cm       | Kolekcja prywatna                                                                   |                   |
|       | Portret markizy de Pontejos                                                                                         | 1786               | 210,3 × 127 cm    | National Gallery of Art (Waszyngton)                                                | Stany Zjednoczone |
|       | Portret Francisca Bayeu                                                                                             | 1786               | 112 × 84 cm       | Muzeum Sztuk Pięknych w Walencji                                                    | Hiszpania         |
|       | Karol III w stroju dworskim                                                                                         | 1786               | 194 × 110 cm      | Bank Hiszpanii (Madryt)                                                             | Hiszpania         |
|       | Portret José de Toro y Zambrano                                                                                     | 1786               | 112 × 68 cm       | Bank Hiszpanii (Madryt)                                                             | Hiszpania         |
|       | Miguel Fernández Durán, markiz de Tolosa                                                                            | 1786–1787          | 112 × 78 cm       | Bank Hiszpanii (Madryt)                                                             | Hiszpania         |
|       | Portret Francisca Javiera de Larrumbe                                                                               | 1787               | 113 × 77 cm       | Bank Hiszpanii (Madryt)                                                             | Hiszpania         |
|       | Karol III w stroju myśliwskim                                                                                       | 1786–1788          | 210 × 127 cm      | Kolekcja Argentaria, Banco Exterior de España (Madryt)                              | Hiszpania         |
|       | Święta Rodzina | ok. 1787           | 63,5 × 51,5 cm    | Prado (Madryt)                                                                      | Hiszpania         |
|       | Tobiasz i anioł | ok. 1787           | 63,5 × 51,5 cm    | Prado (Madryt)                                                                      | Hiszpania         |
|       | Portret hrabiego de Altamira                                                                                        | 1787               | 112 × 78 cm       | Bank Hiszpanii (Madryt)                                                             | Hiszpania         |
|       | Hrabina Altamira z córką                                                                                            | 1787–1788          | 195 × 115 cm      | Metropolitan Museum of Art (Nowy Jork)                                              | Stany Zjednoczone |
|       | Vicente Osorio de Moscoso, hrabia Trastamara                                                                        | 1787–1788          | 138,4 × 104,1 cm  | Museum of Fine Arts, Houston                                                        | Stany Zjednoczone |
|       | Manuel Osorio Manrique de Zúñiga                                                                                    | 1787–1788          | 110 × 80 cm       | Metropolitan Museum of Art (Nowy Jork)                                              | Stany Zjednoczone |
|       | María Ramona de Barbachano                                                                                          | 1787–1788          | 114,4 × 83,6 cm   | Kolekcja prywatna                                                                   | Francja           |
|       | Antonio Adán de Yarza                                                                                               | 1787–1788          | 114,4 × 83,6 cm   | Kolekcja prywatna                                                                   | Francja           |
|       | Bernarda Tavira | 1787–1788          | 76,6 × 59,3 cm    | Kolekcja prywatna                                                                   | Francja           |
|       | Święta Ludgarda | 1787               | 220 × 160 cm      | Klasztor świętego Joachima i świętej Anny w Valladolid                              | Hiszpania         |
|       | Święty Bernard z Clairvaux                                                                                          | 1787               | 220 × 160 cm      | Klasztor świętego Joachima i świętej Anny w Valladolid                              | Hiszpania         |
|       | Śmierć św. Józefa                                                                                                   | 1787               | 220 × 152 cm      | Klasztor świętego Joachima i świętej Anny w Valladolid                              | Hiszpania         |
|       | Śmierć św. Józefa (szkic)                                                                                           | 1787               | 54,5 × 40,5 cm    | Flint Institute of Arts Flint (Michigan)                                            | Stany Zjednoczone |
|       | Święty Franciszek Borgiasz żegnający się z rodziną                                                                  | 1788               | 350 × 300 cm      | Katedra w Walencji                                                                  | Hiszpania         |
|       | Święty Franciszek Borgiasz żegnający się z rodziną (szkic)                                                          | 1788               | 38 × 29,3 cm      | Kolekcja prywatna                                                                   | Hiszpania         |
|       | Święty Franciszek Borgiasz u łoża konającego grzesznika lub Św. Franciszek Borgia i konający zatwardziały grzesznik | 1788               | 350 × 300 cm      | Katedra w Walencji                                                                  | Hiszpania         |
|       | Święty Franciszek Borgiasz u łoża konającego grzesznika (szkic)                                                     | 1788               | 38 × 29,3 cm      | Kolekcja Markizy Santa Cruz (Madryt)                                                | Hiszpania         |
|       | José de Cistué y Coll                                                                                               | 1788               | 210 × 140 cm      | Museo de Huesca                                                                     | Hiszpania         |
|       | José de Cistué y Coll                                                                                               | 1788               | 114 × 82,5 cm     | Museo Camón Aznar (Saragossa)                                                       | Hiszpania         |
|       | Hrabia Cabarrus | 1788               | 210 × 127 cm      | Bank Hiszpanii (Madryt)                                                             | Hiszpania         |
|       | Książę i księżna Osuny z dziećmi                                                                                    | 1788               | 225 × 171 cm      | Prado                                                                               | Hiszpania         |
|       | Portret Karola IV                                                                                                   | 1789               | 127 × 94 cm       | Prado (Madryt)                                                                      | Hiszpania         |
|       | Królowa Maria Ludwika                                                                                               | 1789               | 127 × 94 cm       | Prado                                                                               | Hiszpania         |
|       | Królowa Maria Ludwika w sukni na panier                                                                             | 1789               | 205 × 132 cm      | Prado                                                                               | Hiszpania         |
|       | Karol IV w stroju dworskim                                                                                          | 1789               | 203 × 137 cm      | Prado                                                                               | Hiszpania         |
|       | Portret Karola IV                                                                                                   | 1789               | 137 × 110 cm      | Królewska Akademia Historii (Madryt)                                                | Hiszpania         |
|       | Królowa Maria Ludwika                                                                                               | 1789               | 137 × 110 cm      | Królewska Akademia Historii (Madryt)                                                | Hiszpania         |
|       | Portret Karola IV                                                                                                   | 1790               | 152 × 110 cm      | Museo de Zaragoza                                                                   | Hiszpania         |
|       | Królowa Maria Ludwika                                                                                               | 1789               | 152 × 110 cm      | Museo de Zaragoza                                                                   | Hiszpania         |
|       | Portret Karola IV                                                                                                   | 1789               | 128 × 95,5 cm     | Główne Archiwum Indii (Sewilla)                                                     | Hiszpania         |
|       | Królowa Maria Ludwika                                                                                               | 1789               | 128 × 95,5 cm     | Główne Archiwum Indii (Sewilla)                                                     | Hiszpania         |
|       | Juan Martín de Goicoechea y Galarza                                                                                 | 1790               | 84 × 65 cm        | Museo de Zaragoza                                                                   | Hiszpania         |
|       | Tadea Arias de Enríquez                                                                                             | ok. 1790           | 190 × 106 cm      | Prado                                                                               | Hiszpania         |
|       | Antonio Aniceto de Porlier, markiz de Bajamar                                                                       | ok. 1790           | 101 × 80 cm       | Kolekcja prywatna                                                                   | Hiszpania         |
|       | María Jerónima Daoíz y Guendica, markiza de Bajamar                                                                 | ok. 1790           | 103,4 × 81,5 cm   | Kolekcja prywatna                                                                   | Hiszpania         |
|       | Objawienie Matki Boskiej świętemu Julianowi                                                                         | ok. 1790           | 90 × 250 cm       | Kościół Nuestra Señora de la Asunción w Valdemoro                                   | Hiszpania         |
|       | Śpiąca kobieta | ok. 1790–1793      | 59 × 145 cm       | Kolekcja Mac-Crohon (Madryt)                                                        | Hiszpania         |
|       | Portret kanonika Ramóna Pignatellego                                                                                | 1790–1791          | 79,5 × 62 cm      | Kolekcja prywatna księżnej de Villahermosa (Madryt)                                 | Hiszpania         |
|       | Portret Martina Zapatera                                                                                            | 1790               | 82,8 × 64,5 cm    | Museo de Arte de Ponce                                                              | Portoryko         |
|       | Portret hrabiny de Casa Flores                                                                                      | 1789–1792          | 112 × 79 cm       | Museu de Arte de São Paulo (São Paulo)                                              | Brazylia          |
|       | Hafciarz Juan López de Robredo                                                                                      | 1798–1799          | 108,3 × 82,3 cm   | Kolekcja prywatna                                                                   | Hiszpania         |
|       | Luis María de Cistué y Martínez                                                                                     | 1791               | 118 × 87,5 cm     | Luwr (Paryż)                                                                        | Francja           |
|       | María del Rosario Fernández, La Tirana                                                                              | 1790–1792          | 206 × 130 cm      | Królewska Akademia Sztuk Pięknych św. Ferdynanda                                    | Hiszpania         |
|       | Sebastián Martínez y Pérez                                                                                          | 1792               | 92,9 × 67,6 cm    | Metropolitan Museum of Art (Nowy Jork)                                              | Stany Zjednoczone |
|       | Portret Juana Agustína Ceána Bermúdeza                                                                              | 1792–1793          | 122 × 88 cm       | Kolekcja prywatna                                                                   | Hiszpania         |
|       | Portret markizy Bermúdez                                                                                            | 1792–1793          | 121 × 84,5 cm     | Muzeum Sztuk Pięknych w Budapeszcie                                                 | Węgry             |
|       | Generał Antonio Ricardos                                                                                            | 1793–1794          | 84 × 112 cm       | Prado                                                                               | Hiszpania         |
|       | Generał Antonio Ricardos                                                                                            | 1793–1794          | 81 × 110 cm       | Fundacja Selgas-Fagalde (Cudillero)                                                 | Hiszpania         |
|       | Generał Antonio Ricardos                                                                                            | 1793–1794          | 94,8 × 74,8 cm    | Walters Art Museum (Baltimore)                                                      | Stany Zjednoczone |
|       | Generał Antonio Ricardos przy armacie                                                                               | 1793–1794          | 225 × 110 cm      | Kolekcja prywatna                                                                   | Hiszpania         |
|       | Félix Colón de Larriátegui                                                                                          | 1794               | 110 × 84 cm       | Indianapolis Museum of Art                                                          | Stany Zjednoczone |
|       | Ramón de Posada y Soto                                                                                              | 1794               | 110,2 × 85,7 cm   | Fine Arts Museums of San Francisco                                                  | Stany Zjednoczone |
|       | Portret konny Manuela Godoya (szkic)                                                                                | 1794               | 55,2 × 44,5 cm    | Kolekcja prywatna                                                                   | Hiszpania         |
|       | María del Rosario Fernández, La Tirana                                                                              | 1794               | 112 × 79 cm       | Kolekcja prywatna                                                                   | Hiszpania         |
|       | Pedro Gil de Tejada                                                                                                 | 1794–1795          | 112 × 84 cm       | Kolekcja prywatna                                                                   | Hiszpania         |
|       | Juan José de Arias Saavedra y Verdugo                                                                               | 1794–1795          | 82 × 55 cm        | Kolekcja prywatna                                                                   |                   |
|       | Don Miguel Cayetano Soler                                                                                           | 1795               |                   | Antiquarium Arborense                                                               | Włochy            |
|       | Matador Pedro Romero                                                                                                | 1795–1798          | 84 × 65 cm        | Kimbell Art Museum (Fort Worth)                                                     | Stany Zjednoczone |
|       | Toreador José Romero                                                                                                | 1796–1798          | 92 × 76 cm        | Philadelphia Museum of Art                                                          | Stany Zjednoczone |
|       | Sędzia Altamirano                                                                                                   | 1796–1797          | 84,2 × 62,9 cm    | Musée des Beaux-Arts de Montréal                                                    | Kanada            |
|       | Przypowieść o uczcie królewskiej                                                                                    | 1796–1797          | 146 × 340 cm      | Oratorium Santa Cueva (Kadyks)                                                      | Hiszpania         |
|       | Rozmnożenie chleba i ryb                                                                                            | 1796–1797          | 146 × 340 cm      | Oratorium Santa Cueva (Kadyks)                                                      | Hiszpania         |
|       | Ostatnia wieczerza                                                                                                  | 1796–1797          | 147 × 344 cm      | Oratorium Santa Cueva (Kadyks)                                                      | Hiszpania         |
|       | Ostatnia wieczerza (szkic)                                                                                          | 1796–1797          | 25 × 42 cm        | Kolekcja prywatna                                                                   |                   |
|       | Markiza de La Solana                                                                                                | 1794–1795          | 181 × 122 cm      | Luwr (Paryż)                                                                        | Francja           |
|       | Portret Francisca Bayeu                                                                                             | 1795               | 112 × 84 cm       | Prado                                                                               | Hiszpania         |
|       | Valentín Bellvís de Moncada y Pizarro                                                                               | 1795               | 115 × 83 cm       | Fondo Cultural Villar Mir (Madryt)                                                  | Hiszpania         |
|       | Vicente María Vera de Aragón, książę de la Roca                                                                     | 1795               | 108 × 82 cm       | San Diego Museum of Art                                                             | Stany Zjednoczone |
|       | Pikador | 1795               | 57 × 47 cm        | Prado                                                                               | Hiszpania         |
|       | Księżna Alba i jej petimetre                                                                                        | 1793–1797          | ?                 | Muzeum Sztuk Pięknych w Agen                                                        | Francja           |
|       | Księżna Alba i jej petimetre                                                                                        | 1793–1797          | 41 × 31 cm        | Kolekcja markiza de la Romany                                                       | Hiszpania         |
|       | Księżna Alba z guwernantką zwaną La Beata                                                                           | 1795               | 30,7 × 25,4 cm    | Prado                                                                               | Hiszpania         |
|       | La Beata z dziećmi                                                                                                  | 1795               | 31 × 25 cm        | Kolekcja prywatna                                                                   | Hiszpania         |
|       | Książę Alba | ok. 1795           | 88,9 × 68,6 cm    | Art Institute of Chicago                                                            | Stany Zjednoczone |
|       | Książę Alba | ok. 1795           | 86 × 71 cm        | Kolekcja prywatna (Madryt)                                                          | Hiszpania         |
|       | Książę Alba | 1795               | 195 × 120 cm      | Prado                                                                               | Hiszpania         |
|       | Markiza wdowa de Villafranca                                                                                        | 1795               | 87 × 72 cm        | Prado                                                                               | Hiszpania         |
|       | Księżna Alba lub Biała księżna                                                                                      | 1795               | 194 × 130 cm      | Kolekcja Alba (Madryt)                                                              | Hiszpania         |
|       | Księżna Alba lub Czarna księżna                                                                                     | 1797               | 210 × 149 cm      | Hispanic Society of America (Nowy Jork)                                             | Stany Zjednoczone |
|       | Portret Mariany Waldstein, markizy de Santa Cruz                                                                    | 1797–1800          | 142 × 97 cm       | Luwr (Paryż)                                                                        | Francja           |
|       | Portret Martina Zapatera                                                                                            | 1797               | 83 × 65 cm        | Muzeum Sztuk Pięknych w Bilbao                                                      | Hiszpania         |
|       | Bernardo de Iriarte                                                                                                 | 1797               | 108 × 86 cm       | Musée des Beaux-Arts de Strasbourg                                                  | Francja           |
|       | Juan Meléndez Valdés                                                                                                | 1797               | 73,3 × 57,1 cm    | Bowes Museum                                                                        | Wielka Brytania   |
|       | Juan Meléndez Valdés                                                                                                | 1797               | 73,3 × 57,1 cm    | Kolekcja Banku Santander (Madryt)                                                   | Hiszpania         |
|       | Maja naga | ok. 1797–1800      | 97 × 190 cm       | Prado                                                                               | Hiszpania         |
|       | Portret Asensia Julià                                                                                               | ok. 1798           | 55 × 41 cm        | Muzeum Thyssen-Bornemisza                                                           | Hiszpania         |
|       | Portret Gaspara Melchora de Jovellanosa                                                                             | 1798               | 205 × 133 cm      | Prado                                                                               | Hiszpania         |
|       | Portret księcia Osuny                                                                                               | 1798 lub 1807      | 113 × 83,2 cm     | Frick Collection                                                                    | Stany Zjednoczone |
|       | Andres del Peral | przed 1798         | 95 × 66 cm        | National Gallery w Londynie                                                         | Wielka Brytania   |
|       | Francisco de Saavedra                                                                                               | 1798               | 100,2 × 119,6 cm  | Courtauld Gallery (Londyn)                                                          | Wielka Brytania   |
|       | Święty Alojzy Gonzaga medytujący                                                                                    | 1798–1800          | 261 × 160 cm      | Museo de Zaragoza                                                                   | Hiszpania         |
|       | Generał José de Urrutia                                                                                             | ok. 1798           | 199 × 133 cm      | Prado                                                                               | Hiszpania         |
|       | Portret Ferdinanda Guillemardeta, ambasadora francuskiego w Hiszpanii                                               | 1798               | 185 × 125 cm      | Luwr (Paryż)                                                                        | Francja           |
|       | Pojmanie Chrystusa                                                                                                  | ok. 1798           | 300 × 200 cm      | Zakrystia katedry w Toledo                                                          | Hiszpania         |
|       | Pojmanie Chrystusa (szkic)                                                                                          | ok. 1798           | 40 × 23 cm        | Prado                                                                               | Hiszpania         |
|       | Aparición de San Isidoro al Rey Fernando el Santo ante los muros de Sevilla                                         | 1798–1800          | 36 × 40 cm        | Państwowe Muzeum Sztuk Pięknych w Buenos Aires                                      | Argentyna         |
|       | Mariano Luis de Urquijo                                                                                             | 1798               | 128 × 97 cm       | Real Academia de la Historia (Madryt)                                               | Hiszpania         |
|       | Amor i Psyche | 1798–1805          | 200 × 156 cm      | MNAC (Barcelona)                                                                    | Hiszpania         |
|       | Święty Hermenegild w więzieniu                                                                                      | 1799               | 23 × 30 cm        | Museo Lázaro Galdiano (Madryt)                                                      | Hiszpania         |
|       | Leandro Fernández de Moratín                                                                                        | 1799               | 73 × 56 cm        | Królewska Akademia Sztuk Pięknych św. Ferdynanda                                    | Hiszpania         |
|       | Manuel Lapeña | 1799               | 225 × 140 cm      | Hispanic Society of America (Nowy Jork)                                             | Stany Zjednoczone |
|       | Karol IV w stroju myśliwskim                                                                                        | 1799               | 336 × 282 cm      | Prado                                                                               | Hiszpania         |
|       | Królowa Maria Ludwika w mantyli                                                                                     | 1799               | 210 × 130 cm      | Pałac Królewski w Madrycie                                                          | Hiszpania         |
|       | Królowa Maria Ludwika na koniu (szkic)                                                                              | 1799               | 63 × 52 cm        | Kolekcja prywatna                                                                   |                   |
|       | Królowa Maria Ludwika na koniu                                                                                      | 1799               | 338 × 282 cm      | Prado                                                                               | Hiszpania         |
|       | Karol IV na koniu                                                                                                   | 1800–1801          | 336 × 282 cm      | Prado                                                                               | Hiszpania         |
|       | Karol IV w mundurze pułkownika Gwardii de Corps                                                                     | 1799–1800          | 202 × 126 cm      | Pałac Królewski w Madrycie                                                          | Hiszpania         |
|       | Królowa Maria Ludwika w stroju dworskim                                                                             | 1799–1800          | 210 × 130 cm      | Pałac Królewski w Madrycie                                                          | Hiszpania         |
|       | Hrabia del Tajo | 1800               | 61 × 51 cm        | National Gallery of Ireland                                                         | Irlandia          |
|       | Ferdynand, książę Asturii                                                                                           | 1800               | 84 × 67 cm        | Metropolitan Museum of Art (Nowy Jork)                                              | Stany Zjednoczone |
|       | Infantka Maria Józefa                                                                                               | 1800               | 72 × 59 cm        | Prado                                                                               | Hiszpania         |
|       | Infant Karol Maria Izydor                                                                                           | 1800               | 74 × 60 cm        | Prado                                                                               | Hiszpania         |
|       | Infant Franciszek de Paula Burbon                                                                                   | 1800               | 74 × 60           | Prado                                                                               | Hiszpania         |
|       | Infant Antoni Burbon                                                                                                | 1800               | cm 72,5 × 59,3 cm | Prado                                                                               | Hiszpania         |
|       | Ludwik I Parmeński                                                                                                  | 1800               | 72,5 × 59,4 cm    | Prado                                                                               | Hiszpania         |
|       | Infantka Maria Izabela                                                                                              | 1800               | 84 × 67 cm        | Kolekcja prywatna                                                                   | Francja           |
|       | Rodzina Karola IV                                                                                                   | 1800               | 280 × 336 cm      | Prado                                                                               | Hiszpania         |
|       | Portret hrabiny Chinchón                                                                                            | 1800               | 216 × 144 cm      | Prado                                                                               | Hiszpania         |
|       | Kardynał Ludwik Maria Burbon y Vallabriga (replika w zbiorach Prado)                                                | ok. 1800           | 200 × 106 cm      | Museu de Arte de São Paulo                                                          | Brazylia          |
|       | Portret Marii Ludwiki Burbon y Vallabriga                                                                           | ok. 1800           | 220 × 140 cm      | Galeria Uffizi (Florencja)                                                          | Włochy            |
|       | Arcybiskup Joaquín Company                                                                                          | ok. 1800           | 199 × 102,5 cm    | Alma Mater Museum (Saragossa)                                                       | Hiszpania         |
|       | Arcybiskup Joaquín Company (szkic)                                                                                  | ok. 1800           | 31 × 44 cm        | Prado (Madryt)                                                                      | Hiszpania         |
|       | Hiszpania, Czas i Historia (szkic)                                                                                  | ok. 1800           | 41 × 32,5 cm      | Museum of Fine Arts w Bostonie                                                      | Stany Zjednoczone |
|       | Hiszpania, Czas i Historia                                                                                          | ok. 1800           | 294 × 244 cm      | Nationalmuseum (Sztokholm)                                                          | Szwecja           |
|       | Sen | 1775–1808          | 46,5 × 76 cm      | National Gallery of Ireland (Dublin)                                                | Irlandia          |
|       | Manuel Cantín Lucientes                                                                                             | 1800–1810          | 109,9 × 78,2 cm   | Kolekcja prywatna                                                                   |                   |
|       | Żona księgarza lub Dama w mantyli i baskinii                                                                        | 1800–1805          | 109,9 × 78,2 cm   | National Gallery of Art (Waszyngton)                                                | Stany Zjednoczone |
|       | Kanibale | 1800–1808          | 31 × 45 cm        | Muzeum Sztuk Pięknych i Archeologii w Besançon                                      | Francja           |
|       | Kanibale | 1800–1808          | 32,8 × 46,9 cm    | Muzeum Sztuk Pięknych i Archeologii w Besançon                                      | Francja           |
|       | Antonio Noriega de Bada                                                                                             | ok. 1801           | 102,6 × 80,9      | National Gallery of Art (Waszyngton)                                                | Stany Zjednoczone |
|       | Architekt Isidro González Velázquez                                                                                 | 1801–1807          | 93,3 × 67,2 cm    | Art Institute of Chicago (depozyt)                                                  | Stany Zjednoczone |
|       | Manuel Godoy jako książę Pokoju                                                                                     | 1801               | 180 × 267         | Królewska Akademia Sztuk Pięknych św. Ferdynanda                                    | Hiszpania         |
|       | Byk «Brodaty», który zabił Pepe Hillo                                                                               | 1802               | 75,5 × 80 cm      | Kolekcja prywatna                                                                   | Hiszpania         |
|       | Wizja fantasmagoryczna                                                                                              | ok. 1801           | ?                 | Museo Camón Aznar (Saragossa)                                                       | Hiszpania         |
|       | Portret hrabiny de Haro                                                                                             | 1802               | 59 × 36 cm        | Kolekcja prywatna                                                                   | Hiszpania         |
|       | José Queraltó | 1802               | 101,5 × 76,1 cm   | Nowa Pinakoteka (Monachium)                                                         | Niemcy            |
|       | Portret Joaquiny Candado Ricarte                                                                                    | 1802               | 169 × 118,3 cm    | Muzeum Sztuk Pięknych w Walencji                                                    | Hiszpania         |
|       | Maja ubrana | ok. 1802–1805      | 95 × 188 cm       | Prado                                                                               | Hiszpania         |
|       | Hrabia de Fernán Núñez                                                                                              | 1803               | 211 × 137 cm      | Kolekcja Duques de Fernán Núñez (Madryt)                                            | Hiszpania         |
|       | Hrabina de Fernán Núñez                                                                                             | 1803               | 211 × 137 cm      | Kolekcja Duques de Fernán Núñez (Madryt)                                            | Hiszpania         |
|       | Amalia Bonells de Costa                                                                                             | 1803               | 88 × 66 cm        | Detroit Institute of Arts                                                           | Stany Zjednoczone |
|       | Portret mężczyzny w brązowym płaszczu                                                                               | 1803               | 88 × 66 cm        | Detroit Institute of Arts                                                           | Stany Zjednoczone |
|       | Hrabia de Teba | ok. 1804           | 63,2 × 48,9 cm    | Frick Collection (Nowy Jork)                                                        | Stany Zjednoczone |
|       | Markiza de Lazán | ok. 1804           | 193 × 115 cm      | Palacio de Liria (Madryt)                                                           | Hiszpania         |
|       | Markiza de Villafranca                                                                                              | 1804               | 195 × 126 cm      | Prado                                                                               | Hiszpania         |
|       | Portret Juana de Villanueva                                                                                         | ok. 1805           | 90 × 67 cm        | Królewska Akademia Sztuk Pięknych św. Ferdynanda                                    | Hiszpania         |
|       | Markiza de Santiago                                                                                                 | 1804               | 209,6 × 126,4 cm  | J. Paul Getty Museum (Malibu)                                                       | Stany Zjednoczone |
|       | Ignacio Garcini y Queralt                                                                                           | 1804               | 104,1 × 83,2 cm   | Metropolitan Museum of Art (Nowy Jork)                                              | Stany Zjednoczone |
|       | Portret doñi Josefy Castilli Portugal de Garcini                                                                    | 1804               | 104,1 × 82,2 cm   | Metropolitan Museum of Art (Nowy Jork)                                              | Stany Zjednoczone |
|       | Markiz de San Adrián                                                                                                | 1804               | 209 × 127 cm      | Museo de Navarra                                                                    | Hiszpania         |
|       | Alegoria poezji | 1804–1805          | 298 × 326 cm      | Nationalmuseum (Sztokholm)                                                          | Szwecja           |
|       | Bartolomé Sureda y Miserol                                                                                          | 1803–1804          | 119,7 × 79,3 cm   | National Gallery of Art (Waszyngton)                                                | Stany Zjednoczone |
|       | Thérèse Louise de Sureda                                                                                            | 1804–1806          | 119,7 × 79,4 cm   | National Gallery of Art (Waszyngton)                                                | Stany Zjednoczone |
|       | Markiz de Castrofuerte (Castellfort)                                                                                | 1804–1806          | 91 × 71 cm        | Musée des Beaux-Arts de Montréal                                                    | Kanada            |
|       | Markiza de Castrofuerte (Castellfort)                                                                               | 1804–1806          | 91 × 71 cm        | Musée des Beaux-Arts de Montréal                                                    | Kanada            |
|       | Portret Isabeli de Porcel                                                                                           | 1804–1805          | 82 × 64 cm        | National Gallery (Londyn)                                                           | Wielka Brytania   |
|       | Portret Antonia de Porcel                                                                                           | 1806               | 116 × 83 cm       | Zniszczony w 1953                                                                   |                   |
|       | José de Vargas Ponce                                                                                                | 1805               | 104 × 82 cm       | Królewska Akademia Historii (Madryt)                                                | Hiszpania         |
|       | Antonio Raimundo Ibáñez                                                                                             | 1805–1808          | 96,5 × 72,4 cm    | Baltimore Museum of Art                                                             | Stany Zjednoczone |
|       | Alegoria przemysłu                                                                                                  | 1804–1806          | 227 cm ⌀          | Prado                                                                               | Hiszpania         |
|       | Alegoria handlu | 1804–1806          | 227 cm ⌀          | Prado                                                                               | Hiszpania         |
|       | Alegoria rolnictwa                                                                                                  | 1804–1806          | 227 cm ⌀          | Prado                                                                               | Hiszpania         |
|       | Chłopiec z rodziny Soria                                                                                            | 1804–1806          | 112 × 80 cm       | Kolekcja prywatna (Paryż)                                                           | Francja           |
|       | Clara de Soria | 1804–1806          | 112 × 80 cm       | Kolekcja prywatna (Paryż)                                                           | Francja           |
|       | Tomás Pérez de Estala                                                                                               | 1795–1804          | 102 × 79 cm       | Kunsthalle w Hamburgu                                                               | Niemcy            |
|       | Tomás Pérez de Estala                                                                                               | 1795–1804          | 99 × 77,5 cm      | Kolekcja prywatna (Madryt)                                                          | Hiszpania         |
|       | Alberto Foraster | 1804               | 138 × 109 cm      | Hispanic Society of America (Nowy Jork)                                             | Stany Zjednoczone |
|       | Portret Félixa de Azara                                                                                             | 1805               | 212 × 124 cm      | Museo Camón Aznar (Saragossa)                                                       | Hiszpania         |
|       | Leonora Antonia Valdés de Barruso                                                                                   | 1805               | 104 × 83 cm       | Kolekcja prywatna                                                                   |                   |
|       | María Vicenta Barruso Valdés                                                                                        | 1805               | 104 × 83 cm       | Kolekcja prywatna                                                                   |                   |
|       | Francisco Javier Goya y Bayeu                                                                                       | 1805               | 192 × 115 cm      | Kolekcja prywatna                                                                   |                   |
|       | Gumersinda Goicoechea                                                                                               | 1805               | 192 × 115 cm      | Kolekcja prywatna                                                                   |                   |
|       | Portret markizy Santa Cruz                                                                                          | 1805               | 125 × 208 cm      | Prado                                                                               | Hiszpania         |
|       | Francisco Javier Goya y Bayeu                                                                                       | 1805               | 8 cm ⌀            | Museo de Zaragoza                                                                   | Hiszpania         |
|       | Gumersinda Goicoechea                                                                                               | 1805               | 8 cm ⌀            | Museo de Zaragoza                                                                   | Hiszpania         |
|       | Juana Galarza de Goicoechea                                                                                         | 1805               | 8 cm ⌀            | Prado                                                                               | Hiszpania         |
|       | Manuela Goicoechea y Galarza                                                                                        | 1805               | 8 cm ⌀            | Prado                                                                               | Hiszpania         |
|       | Martín Mariano Goicoechea                                                                                           | 1805               | 8 cm ⌀            | Norton Simon Museum (Pasadena)                                                      | Stany Zjednoczone |
|       | Pedro Mocarte | 1805–1806          | 78 × 57 cm        | Hispanic Society of America (Nowy Jork)                                             | Stany Zjednoczone |
|       | Portret Manuela Garcíi de la Prada                                                                                  | 1805–1808          | 212 × 128 cm      | Des Moines Art Center (Des Moines)                                                  | Stany Zjednoczone |
|       | Tadeo Bravo de Rivero                                                                                               | 1806               | 207 × 116 cm      | Brooklyn Museum (Nowy Jork)                                                         | Stany Zjednoczone |
|       | El Maragato grozi bratu Pedro de Zaldiviva                                                                          | 1806               | 31 × 38 cm        | Art Institute of Chicago                                                            | Stany Zjednoczone |
|       | Brat Pedro de Zaldiviva usiłuje rozbroić el Maragato                                                                | 1806               | 31 × 38 cm        | Art Institute of Chicago                                                            | Stany Zjednoczone |
|       | El Maragato walczy z bratem Pedro de Zaldiviva                                                                      | 1806               | 31 × 38 cm        | Art Institute of Chicago                                                            | Stany Zjednoczone |
|       | Brat Pedro de Zaldiviva powala el Maragato                                                                          | 1806               | 31 × 38 cm        | Art Institute of Chicago                                                            | Stany Zjednoczone |
|       | Brat Pedro de Zaldiviva strzela do el Maragato                                                                      | 1806               | 31 × 38 cm        | Art Institute of Chicago                                                            | Stany Zjednoczone |
|       | Brat Pedro de Zaldiviva wiąże el Maragato                                                                           | 1806               | 31 × 38 cm        | Art Institute of Chicago                                                            | Stany Zjednoczone |
|       | Francisca Vicenta Chollet y Caballero                                                                               | 1806               | 102,9 × 80,9 cm   | Norton Simon Museum (Pasadena)                                                      | Stany Zjednoczone |
|       | Portret damy z wachlarzem                                                                                           | 1806–1807          | 103 × 83 cm       | Luwr                                                                                | Francja           |
|       | Sabasa García | 1806–1811          | 71 × 58 cm        | National Gallery of Art (Waszyngton)                                                | Stany Zjednoczone |
|       | Isidoro Máiquez | 1807               | 72 × 59 cm        | Prado                                                                               | Hiszpania         |
|       | Isidoro Máiquez | 1807               | 82,3 × 63,3 cm    | Art Institute of Chicago                                                            | Stany Zjednoczone |
|       | Markiz Caballero | 1807               | 104,7 × 83,7 cm   | Muzeum Sztuk Pięknych w Budapeszcie                                                 | Węgry             |
|       | Pani Marques Caballero                                                                                              | 1807               | 105 × 84 cm       | Nowa Pinakoteka (Monachium)                                                         | Niemcy            |

##### Zabawy dziecięce (1782–1785)
| Obraz | Tytuł                                        | Data      | Wymiary        | Kolekcja                         | Kraj      |
| ----- | -------------------------------------------- | --------- | -------------- | -------------------------------- | --------- |
|       | Dzieci bawiące się w żołnierzy               | 1782–1785 | 29 × 42 cm     | Fundacja FUSARA (Madryt)         | Hiszpania |
|       | Dzieci bawiące się w korridę                 | 1782–1785 | 29 × 42 cm     | Fundacja FUSARA (Madryt)         | Hiszpania |
|       | Dzieci bijące się i bawiące na huśtawce      | 1782–1785 | 30,9 × 43,9 cm | Fundacja FUSARA (Madryt)         | Hiszpania |
|       | Dzieci bijące się i bawiące na huśtawce      | 1782–1785 | 30,9 × 43,9 cm | Muzeum Sztuk Pięknych w Walencji | Hiszpania |
|       | Dzieci bijące się o kasztany                 | 1782–1785 | 30,5 × 43 cm   | Fundacja FUSARA (Madryt)         | Hiszpania |
|       | Dzieci przy zabawie Pidola lub Recorrecalles | 1782–1785 | 30,9 × 43,9 cm | Fundacja FUSARA (Madryt)         | Hiszpania |
|       | Dzieci przy zabawie Pidola lub Recorrecalles | 1782–1785 | 30,9 × 43,9 cm | Muzeum Sztuk Pięknych w Walencji | Hiszpania |
|       | Dzieci szukające w ruinach ptasich gniazd    | 1782–1785 | 30,5 × 43 cm   | Fundacja FUSARA (Madryt)         | Hiszpania |

##### Obrazy dla książąt Osuny (1786–1787)
| Obraz | Tytuł                                 | Data      | Wymiary      | Kolekcja          | Kraj      |           |
| ----- | ------------------------------------- | --------- | ------------ | ----------------- | --------- | --------- |
|       | Napad rozbójników na dyliżans         | 1786–1787 | 130 × 131 cm | Kolekcja prywatna | Madryt    | Hiszpania |
|       | La conducción de una piedra o La obra | 1786–1787 | 169 × 127 cm | Kolekcja prywatna | Hiszpania |           |
|       | Huśtawka                              | 1786–1787 | 169 × 100 cm | Kolekcja prywatna | Hiszpania |           |
|       | La cucaña (Słup szczęścia)            | 1786–1787 | 169 × 88 cm  | Kolekcja prywatna | Hiszpania |           |
|       | La caida                              | 1786–1787 | 169 × 98 cm  | Kolekcja prywatna | Hiszpania |           |
|       | Procesión rural                       | 1786–1787 | 169 × 98 cm  | Kolekcja prywatna | Hiszpania |           |
|       | Apartado de toros                     | 1786–1787 | 165 × 285 cm | Zaginiony         |           |           |

##### Narodowe rozrywki(1793–1794)
| Obraz | Tytuł                                              | Data      | Wymiary        | Kolekcja                                  | Kraj              |
| ----- | -------------------------------------------------- | --------- | -------------- | ----------------------------------------- | ----------------- |
|       | Sprzedawca lalek                                   | 1793      | 42 × 34 cm     | Kolekcja prywatna                         |                   |
|       | Rozbitkowie na morzu                               | 1793      | 50 × 32 cm     | Kolekcja Marqués de Oquendo (Madryt)      | Hiszpania         |
|       | Pożar nocą                                         | 1793      | 43 × 32 cm     | Kolekcja José Varez (San Sebastián)       | Hiszpania         |
|       | Wędrowni komedianci                                | 1793      | 42 × 32 cm     | Prado                                     | Hiszpania         |
|       | Napad rozbójników na dyliżans                      | 1793–1794 | 42 × 31 cm     | Kolekcja Castro Serna (Madryt)            | Hiszpania         |
|       | Dziedziniec szaleńców                              | 1794      | 43,5 × 32,5 cm | Meadows Museum (Dallas)                   | Stany Zjednoczone |
|       | Wnętrze więzienia                                  | 1794      | 43 × 32 cm     | Bowes Museum                              | Wielka Brytania   |
|       | Śmierć pikadora lub Pikador zaatakowany przez byka | 1793      | 43 × 31 cm     | British Rail Pension Trustee Co. (Londyn) | Wielka Brytania   |
|       | Torreador podczas kroku z kapą                     | 1793      | 43 × 31 cm     | Kolekcja Abelló                           |                   |
|       | El arrastre                                        | 1793      | 43 × 32 cm     | Fundacja Casa Ducal de Medinaceli         |                   |
|       | Suerte de matar                                    | 1793      | 42 × 31 cm     | Kolekcja prywatna                         |                   |
|       | Despeje de la plaza                                | 1793      | 42 × 31 cm     | Kolekcja Masaveu, Oviedo                  | Hiszpania         |
|       | Banderillas en el campo                            | 1793      | 43 × 31 cm     | Kolekcja Masaveu, Oviedo                  | Hiszpania         |
|       | El toro enmaromado                                 | 1793      | 42 × 31 cm     | Kolekcja Masaveu, Oviedo                  | Hiszpania         |
|       | Toros en la dehesa                                 | 1793      | 42 × 31 cm     | Kolekcja prywatna                         |                   |

##### Ojcowie Kościoła (1796–1799)
| Obraz | Tytuł                  | Data      | Wymiary      | Kolekcja                       | Kraj              |           |
| ----- | ---------------------- | --------- | ------------ | ------------------------------ | ----------------- | --------- |
|       | Święty Grzegorz Wielki | ok. 1797  | 188 × 113 cm | Muzeum Romantyzmu w Madrycie   | Hiszpania         |           |
|       | Święty Ambroży         | 1796–1799 | 190 × 113 cm | Cleveland Museum of Art        | Stany Zjednoczone |           |
|       | Święty Augustyn        | 1796–1799 | 190 × 115 cm | Museo Camón Aznar (Saragossa)  | Hiszpania         | Hiszpania |
|       | Święty Hieronim        | 1798      | 193 × 115 cm | Norton Simon Museum (Pasadena) | Stany Zjednoczone |           |

##### Cykl „Czary” dla księżnej Osuny (1797–1798)
|  | Sabat czarownic lub Wielki Kozioł | 1797–1798 | 43 × 30 cm     | Museo Lázaro Galdiano (Madryt) | Hiszpania       |
|  | Urok                              | 1797–1798 | 43,5 × 30,5 cm | Museo Lázaro Galdiano (Madryt) | Hiszpania       |
|  | Lot czarowników                   | 1797–1798 | 43,5 × 30,5 cm | Prado (Madryt)                 | Hiszpania       |
|  | Lampa diabła lub Zauroczony       | 1797–1798 | 42 × 32 cm     | National Gallery w Londynie    | Wielka Brytania |
|  | Kuchnia czarownic                 | 1797–1798 | 45 × 32 cm     | Kolekcja prywatna              | Meksyk          |
|  | Kamienny gość                     | 1797–1798 | 43 × 32 cm     | Zaginiony                      |                 |

#### 1808–1828
| Obraz | Tytuł                                                    | Data               | Wymiary          | Kolekcja                                                        | Kraj              |
| ----- | -------------------------------------------------------- | ------------------ | ---------------- | --------------------------------------------------------------- | ----------------- |
|       | Biczownicy                                               | 1808–1812          | 39 × 56 cm       | Państwowe Muzeum Sztuk Pięknych w Buenos Aires                  | Argentyna         |
|       | Biczownicy                                               | 1808–1812          | 51 × 57 cm       | Museo Lázaro Galdiano (Madryt)                                  | Hiszpania         |
|       | Pożar w szpitalu                                         | 1808–1812          | 72 × 99 cm       | Państwowe Muzeum Sztuk Pięknych w Buenos Aires                  | Argentyna         |
|       | Scena z bandytami                                        | 1808               | 72 × 99 cm       | Państwowe Muzeum Sztuk Pięknych w Buenos Aires                  | Argentyna         |
|       | Scena z bandytami                                        | 1808               | 72 × 99,5 cm     | Muzeum Sztuk Pięknych w Budapeszcie                             | Węgry             |
|       | Spowiedź w więzieniu                                     | 1808–1812          | 31 × 40 cm       | Real Monasterio de Santa María de Guadalupe (Guadalupe)         | Hiszpania         |
|       | Maskarada                                                | 1808–1812          | 30 × 38 cm       | Museo Camón Aznar                                               | Hiszpania         |
|       | Procesja w Walencji                                      | 1808–1812          | 105 × 126 cm     | Fundacja E.G. Bührlego                                          | Szwajcaria        |
|       | Komunia przed bitwą lub Procesja                         | 1808–1812          | 30 × 39 cm       | Kolekcja prywatna                                               |                   |
|       | Scena gwałtu i zabójstwa                                 | 1808–1812          | 30 × 39 cm       | Städel Museum (Frankfurt)                                       | Niemcy            |
|       | Kobiety zaatakowane przez żołnierzy                      | 1808–1812          | 30 × 39 cm       | Städel Museum (Frankfurt)                                       | Niemcy            |
|       | Portret Loli Jiménez                                     | 1808–1812          | 72 × 96 cm       | Muzeum Sztuk Pięknych im. Puszkina w Moskwie                    | Rosja             |
|       | Karnawał                                                 | 1812–1816          | 84 × 104 cm      | Muzeum Sztuk Pięknych im. Puszkina w Moskwie                    | Rosja             |
|       | Pantaleón Pérez de Nenin                                 | 1808 lub 1814–1815 | 206 × 124,7 cm   | Kolekcja BBVA                                                   | Hiszpania         |
|       | Portret Evarista Péreza de Castro                        | 1804–1808          | 99 × 69 cm       | Luwr (Paryż)                                                    | Francja           |
|       | Portret oficera Królewskich Dragonów (szkic)             | ok. 1808           | 27,8 × 37,9 cm   | Hispanic Society of America (Nowy Jork)                         | Stany Zjednoczone |
|       | Ferdynand VII na koniu                                   | 1808               | 285 × 205 cm     | Królewska Akademia Sztuk Pięknych św. Ferdynanda                | Hiszpania         |
|       | Ferdynand VII na koniu (szkic)                           | 1808               | 40 × 28 cm       | Muzeum Sztuk Pięknych w Agen                                    | Francja           |
|       | Ferdynand VII                                            | 1808               | 83 × 67 cm       | Museu de Arte de São Paulo (São Paulo)                          | Brazylia          |
|       | Czas i staruchy                                          | ok. 1808–1810      | 181 × 125 cm     | Palais des Beaux-Arts w Lille                                   | Francja           |
|       | Kolos lub Panika                                         | 1808–1812          | 116 × 105 cm     | Prado                                                           | Hiszpania         |
|       | Szlifierz                                                | 1808–1812          | 68 × 50 cm       | Muzeum Sztuk Pięknych w Budapeszcie                             | Węgry             |
|       | Nosicielka wody                                          | 1808–1812          | 68 × 52 cm       | Muzeum Sztuk Pięknych w Budapeszcie                             | Węgry             |
|       | Łazarz z Tormesu                                         | 1808–1812          | 80 × 65 cm       | Kolekcja Marañón (Madryt)                                       | Hiszpania         |
|       | Maja i Celestyna                                         | 1808–1812          | 166 × 108 cm     | Kolekcja B. March (Palma de Mallorca)                           | Hiszpania         |
|       | Majas na balkonie                                        | 1808–1812          | 162 × 107 cm     | Kolekcja prywatna                                               | Szwajcaria        |
|       | Manuel Silvela                                           | 1809–1812          | 95 × 68 cm       | Prado                                                           | Hiszpania         |
|       | Generał Manuel Romero                                    | ok. 1810           | 105 × 84 cm      | Art Institute of Chicago (Illinois)                             | Stany Zjednoczone |
|       | Powieszony mnich                                         | ok. 1810           | 31 × 39,2 cm     | Art Institute of Chicago                                        | Stany Zjednoczone |
|       | Markiza de Montehermoso                                  | ok. 1810           | 170 × 103 cm     | Kolekcja prywatna                                               |                   |
|       | Portret Mariana Goi                                      | ok. 1810           | 113 × 78 cm      | Kolekcja prywatna                                               |                   |
|       | Victor Guye                                              | 1810               | 103.5 × 84.5 cm  | National Gallery of Art (Waszyngton)                            | Stany Zjednoczone |
|       | Portret generała Nicholasa Guye                          | 1810               | 106 × 84.7 cm    | Virginia Museum of Fine Arts                                    | Stany Zjednoczone |
|       | Martín Miguel de Goicoechea                              | 1810               | 82 × 59 cm       | Kolekcja prywatna                                               | Hiszpania         |
|       | Juana Galarza de Goicochea                               | 1810               | 82 × 59 cm       | Kolekcja prywatna                                               | Hiszpania         |
|       | Portret Ferdynanda VII                                   | ok. 1810           | 103 × 82 cm      | Palacio de Navarra (Pampeluna)                                  | Hiszpania         |
|       | Narcisa Barañana de Goicoechea                           | 1810               | 112,5 × 78 cm    | Metropolitan Museum of Art (Nowy Jork)                          | Stany Zjednoczone |
|       | Antonia Zárate                                           | ok. 1810–1811      | 103,5 × 82 cm    | National Gallery of Ireland (Dublin)                            | Irlandia          |
|       | Antonia Zárate                                           | ok. 1810–1811      | 71 × 58 cm       | Ermitaż, Petersburg                                             | Rosja             |
|       | Portret Juana Antonia Llorente                           | 1809–1813          | 191 × 114 cm     | Museu de Arte de São Paulo (São Paulo)                          | Brazylia          |
|       | Alegoria Madrytu                                         | 1810               | 260 × 195 cm     | Muzeum Historii Madrytu                                         | Hiszpania         |
|       | La cucaña (Słup szczęścia)                               | 1810–1812          | 85 × 130 cm      | Stara Galeria Narodowa w Berlinie                               | Niemcy            |
|       | Święty Jan Chrzciciel jako dziecko na pustyni            | 1810–1812          | 112 × 82 cm      | Prado                                                           | Hiszpania         |
|       | Wyrób kul w sierra de Tardienta                          | 1810–1812          | 33 × 52 cm       | Palacio de la Zarzuela (Madryt)                                 | Hiszpania         |
|       | Wyrób prochu w sierra de Tardienta                       | 1810–1812          | 32,9 × 52,2 cm   | Palacio de la Zarzuela (Madryt)                                 | Hiszpania         |
|       | Portret księcia Wellingtona                              | 1812–1814          | 164 × 52 cm      | National Gallery (Londyn)                                       | Wielka Brytania   |
|       | Portret księcia Wellingtona na koniu                     | 1812               | 294 × 240 cm     | Apsley House, The Wellington Museum (Londyn)                    | Wielka Brytania   |
|       | Portret Mariana Goi                                      | 1813–1815          | 59 × 47 cm       | Kolekcja Duque de Alburquerque (Madryt)                         | Hiszpania         |
|       | Pogrzeb sardynki                                         | 1808–1814          | 82,5 × 62 cm     | Królewska Akademia Sztuk Pięknych św. Ferdynanda                | Hiszpania         |
|       | Balon                                                    | 1812–1816          | 105 × 84 cm      | Muzeum Sztuk Pięknych w Agen                                    | Francja           |
|       | Pepito Costa y Bonells                                   | ok. 1813           | 105 × 88,5 cm    | Metropolitan Museum of Art (Nowy Jork)                          | Stany Zjednoczone |
|       | Magdalena pokutująca lub Magdalena jawnogrzesznica       | 1813–1818          | 65 × 52 cm       | Museo Lázaro Galdiano (Madryt)                                  | Hiszpania         |
|       | Drugi maja 1808 lub Szarża mameluków (szkic)             | 1814               | 24 × 32 cm       | Museo Camón Aznar (Saragossa)                                   | Hiszpania         |
|       | Drugi maja 1808 lub Szarża mameluków                     | 1814               | 280 × 336 cm     | Prado                                                           | Hiszpania         |
|       | Trzeci maja 1808                                         | 1814               | 268 × 347 cm     | Prado                                                           | Hiszpania         |
|       | Portret generała Palafoksa na koniu                      | 1814               | 248 × 224 cm     | Prado                                                           | Hiszpania         |
|       | Portret Ferdynanda VII                                   | 1814               | 225 × 124 cm     | Muzeum Sztuki Nowoczesnej i Współczesnej Santanderu i Kantabrii | Hiszpania         |
|       | Portret Asensia Julià                                    | 1814               | 73 × 57 cm       | Sterling and Francine Clark Art Institute (Williamstown)        | Stany Zjednoczone |
|       | Juan Martín Díez, el Empecinado                          | ok. 1814–1815      | 84 × 65 cm       | Kolekcja prywatna                                               |                   |
|       | Portret Josefy Bayeu                                     | 1814–1816          | 82,5 × 58,2 cm   | Prado                                                           | Hiszpania         |
|       | List                                                     | 1814–1819          | 181 × 125 cm     | Palais des Beaux-Arts w Lille                                   | Francja           |
|       | Juan Bautista de Goicoechea y Urrutia                    | ok. 1815           | 112 × 80 cm      | Staatliche Kunsthalle Karlsruhe                                 | Niemcy            |
|       | Portret Rafaela Esteve Vilelli                           | 1815               | 100,6 × 79,5 cm  | Muzeum Sztuk Pięknych w Walencji                                | Hiszpania         |
|       | Manuel Quijano                                           | 1815               | 86,8 × 56,5 cm   | Museu Nacional d’Art de Catalunya (Barcelona)                   | Hiszpania         |
|       | José Luis Munárriz                                       | 1815               | 85 × 64 cm       | Królewska Akademia Sztuk Pięknych św. Ferdynanda                | Hiszpania         |
|       | Ignacio Omulryan y Rourera                               | 1815               | 84,4 × 64,4 cm   | Nelson-Atkins Museum of Art (Kansas City)                       | Stany Zjednoczone |
|       | Portret Francisca del Mazo                               | ok. 1815           | 90,5 × 71 cm     | Muzeum Goi w Castres                                            | Francja           |
|       | Miguel de Lardizábal                                     | 1815               | 75 × 65 cm       | Galeria Narodowa w Pradze                                       | Czechy            |
|       | Ferdynand VII w płaszczu królewskim                      | 1815               | 208 × 142,5 cm   | Prado                                                           | Hiszpania         |
|       | Ferdynand VII w płaszczu królewskim                      | 1815               | 237 × 153 cm     | Museo de Zaragoza                                               | Hiszpania         |
|       | Portret księcia San Carlos (szkic)                       | 1815               | 59 × 43 cm       | Kolekcja prywatna hrabiego de Villagonzalo (Madryt)             | Hiszpania         |
|       | Portret księcia San Carlos                               | 1815               | 237 × 153 cm     | Museo de Zaragoza                                               | Hiszpania         |
|       | Ferdynand VII                                            | 1815               | 84 × 63,5 cm     | Muzeum Thyssen-Bornemisza                                       | Hiszpania         |
|       | Ferdynand VII w obozie wojskowym                         | 1815               | 207 × 140 cm     | Prado                                                           | Hiszpania         |
|       | Rada Kompanii Filipin                                    | 1815               | 320,5 × 433,5 cm | Muzeum Goi w Castres                                            | Francja           |
|       | Rada Kompanii Filipin (szkic)                            | 1815               | 54 × 70 cm       | Gemäldegalerie (Berlin)                                         | Niemcy            |
|       | Brat Juan Fernández de Rojas                             | 1815–1816          | 75 × 54 cm       | Królewska Akademia Historii (Madryt)                            | Hiszpania         |
|       | Brat Miguel Fernández y Flores                           | 1815               | 100 × 84 cm      | Worcester Art Museum                                            | Stany Zjednoczone |
|       | Książę Aloys Wenzel von Kaunitz-Rietberg                 | 1816–1817          | 59 × 48 cm       | Kolekcja prywatna                                               |                   |
|       | Francisco de Borja Téllez Girón, książę Osuny            | 1816               | 202 × 140 cm     | Musée Bonnat-Helleu (Bajonna)                                   | Francja           |
|       | Francisco de Borja Téllez Girón, książę Osuny (szkic)    | 1816               | 32,5 × 24,5 cm   | zaginiony                                                       |                   |
|       | Podzielona arena                                         | 1816               | 47 × 35 cm       | Metropolitan Museum of Art (Filadelfia)                         | Stany Zjednoczone |
|       | Święta Elżbieta Portugalska opiekująca się chorą (szkic) | 1816               | 33 × 32 cm       | Museo Lázaro Galdiano (Madryt)                                  | Hiszpania         |
|       | Święta Elżbieta Portugalska opiekująca się chorą         | 1816               | 169 × 129 cm     | Pałac Królewski w Madrycie                                      | Hiszpania         |
|       | Portret księżnej Abrantes                                | 1816               | 92 × 70 cm       | Prado                                                           | Hiszpania         |
|       | Królowa Maria Izabela Portugalska                        | 1816–1818          | 75 × 53 cm       | Meadows Museum                                                  | Stany Zjednoczone |
|       | Tío Paquete                                              | 1819–1820          | 39 × 31 cm       | Muzeum Thyssen-Bornemisza (Madryt)                              | Hiszpania         |
|       | Hrabina Baena                                            | 1819               | 92 × 160 cm      | Dom Muzeum Ignacia Zuloagi (Zumaia)                             | Hiszpania         |
|       | Święte Justa i Rufina                                    | 1819               | 309 × 177 cm     | Katedra Najświętszej Marii Panny w Sewilli                      | Hiszpania         |
|       | Święte Justa i Rufina (szkic)                            | 1819               | 45 × 29 cm       | Prado                                                           | Hiszpania         |
|       | Chrystus w ogrodzie oliwnym                              | 1819               | 47 × 35 cm       | Museo Calasancio (Madryt)                                       | Hiszpania         |
|       | Ostatnia Komunia świętego Józefa Kalasantego             | 1819               | 250 × 180 cm     | Museo Calasancio (Madryt)                                       | Hiszpania         |
|       | Ostatnia Komunia świętego Józefa Kalasantego (szkic)     | 1819               | 45,3 × 33,5 cm   | Musée Bonnat-Helleu (Bajonna)                                   | Francja           |
|       | Kuźnia                                                   | ok. 1819           | 191 × 121 cm     | Frick Collection (Nowy Jork)                                    | Stany Zjednoczone |
|       | Juan Antonio Cuervo                                      | 1819               | 120 × 87 cm      | Cleveland Museum of Art                                         | Stany Zjednoczone |
|       | Tiburcio Pérez y Cuervo                                  | 1820               | 102 × 81 cm      | Metropolitan Museum of Art (Nowy Jork)                          | Stany Zjednoczone |
|       | Święty Piotr pokutujący                                  | ok. 1820–1824      | 29 × 25,5 cm     | Phillips Collection (Waszyngton)                                | Stany Zjednoczone |
|       | Infant Sebastian Gabriel Burbon                          | 1822               | 144 × 105 cm     | Kolekcja prywatna                                               |                   |
|       | Ramón Satué                                              | 1823               | 107 × 83,5 cm    | Rijksmuseum (Amsterdam)                                         | Holandia          |
|       | Portret kobiety w mantyli                                | 1823–1824          | 61 × 51 cm       | Museo de Zaragoza                                               | Hiszpania         |
|       | Portret damy w czarnej mantyli                           | 1824               | 54,5 × 43,5 cm   | National Gallery of Ireland (Dublin)                            | Irlandia          |
|       | Ojciec José de La Canal                                  | 1808–1824          | 74 × 65 cm       | Museo Lázaro Galdiano (Madryt)                                  | Hiszpania         |
|       | José Duaso y Larte                                       | 1824               | 74,5 × 59 cm     | Muzeum Sztuk Pięknych w Sewilli                                 | Hiszpania         |
|       | Joaquín María Ferrer                                     | 1824               | 73 × 59 cm       | Kolekcja prywatna (Rzym)                                        | Włochy            |
|       | Manuela Álvarez Coinas y Ferrer                          | 1824               | 73 × 60 cm       | Kolekcja prywatna (Rzym)                                        | Włochy            |
|       | María Martínez de Puga                                   | 1824               | 80 × 58,4 cm     | Frick Collection (Nueva York)                                   | Stany Zjednoczone |
|       | Leandro Fernández de Moratín                             | 1824               | 60 × 49,5 cm     | Muzeum Sztuk Pięknych w Bilbao                                  | Hiszpania         |
|       | Pchnięcie piką                                           | ok. 1824           | 50 × 61 cm       | J. Paul Getty Museum (Malibu)                                   | Stany Zjednoczone |
|       | Mleczarka z Bordeaux                                     | ok. 1825–1827      | 74 × 68 cm       | Prado                                                           | Hiszpania         |
|       | Jacques Galos                                            | 1826               | 55,2 × 46,4 cm   | Barnes Foundation (Filadelfia)                                  | Stany Zjednoczone |
|       | Portret Mariana Goi                                      | 1827               | 52 × 41,2 cm     | Meadows Museum (Dallas)                                         | Stany Zjednoczone |
|       | Juan Bautista de Muguiro                                 | 1827               | 101 × 89 cm      | Prado                                                           | Hiszpania         |
|       | José Pío de Molina                                       | 1827–1828          | 60,5 × 50 cm     | Museum Oskar Reinhart am Römerholz (Winterthur)                 | Szwajcaria        |

##### Seria w kolekcji markiza de la Romany (1798–1800 lub 1806–1812)
| Obraz | Tytuł                                                        | Data                        | Wymiary        | Kolekcja                      | Kraj\|-   |
| ----- | ------------------------------------------------------------ | --------------------------- | -------------- | ----------------------------- | --------- |
|       | Odwiedziny mnicha (Sprawa de Castillo I)                     | ok. 1798–1800 lub 1808–1812 | 40 × 32 cm     | Kolekcja markiza de la Romany | Hiszpania |
|       | Wnętrze więzienia (Sprawa de Castillo II)                    | ok. 1798–1800 lub 1808–1812 | 40 × 32 cm     | Kolekcja markiza de la Romany | Hiszpania |
|       | Bandyci rozstrzeliwujący swoich więźniów lub Atak bandytów I | ok. 1798–1800 lub 1808–1812 | 40 × 32 cm     | Kolekcja markiza de la Romany | Hiszpania |
|       | Bandyta obnażający kobietę lub Atak bandytów II              | ok. 1798–1800 lub 1808–1812 | 40 × 32 cm     | Kolekcja markiza de la Romany | Hiszpania |
|       | Bandyta mordujący kobietę lub Atak bandytów III              | ok. 1798–1800 lub 1808–1812 | 40 × 32 cm     | Kolekcja markiza de la Romany | Hiszpania |
|       | Jaskinia Cyganów lub Przemytnicy w grocie                    | ok. 1798–1800 lub 1808–1812 | 33 × 57 cm     | Kolekcja markiza de la Romany | Hiszpania |
|       | Strzelanina w obozie wojskowym                               | ok. 1798–1800 lub 1808–1812 | 33 × 57 cm     | Kolekcja markiza de la Romany | Hiszpania |
|       | Szpital dla trędowatych lub Szpital zadżumionych             | ok. 1798–1800 lub 1808–1812 | 32,5 × 57,3 cm | Kolekcja markiza de la Romany | Hiszpania |

##### Martwe natury (1808–1812)
| Obraz | Tytuł                                        | Data      | Wymiary        | Kolekcja                                        | Kraj              |
| ----- | -------------------------------------------- | --------- | -------------- | ----------------------------------------------- | ----------------- |
|       | Martwa natura z głową jagnięcia              | 1808–1812 | 45 × 62 cm     | Luwr (Paryż)                                    | Francja           |
|       | Martwa natura z indykiem                     | 1808–1812 | 45 × 62 cm     | Prado                                           | Hiszpania         |
|       | Martwa natura z indykiem i sardynkami        | 1808–1812 | 44 × 62 cm     | Stara Pinakoteka (Monachium)                    | Niemcy            |
|       | Martwa natura z ubitym ptactwem              | 1808–1812 | 46 × 64 cm     | Prado                                           | Hiszpania         |
|       | Martwe słonki                                | 1808–1812 | 42,5 × 62,6 cm | Meadows Museum                                  | Stany Zjednoczone |
|       | Martwa natura z kawałkami łososia            | 1808–1812 | 45 × 62 cm     | Museum Oskar Reinhart am Römerholz (Winterthur) | Szwajcaria        |
|       | Dorady                                       | 1808–1812 | 44,8 × 62,5 cm | Museum of Fine Arts, Houston                    | Stany Zjednoczone |
|       | Martwa natura z butelkami, owocami i chlebem | 1808–1812 | 45 × 62 cm     | Museum Oskar Reinhart am Römerholz (Winterthur) | Szwajcaria        |
|       | Martwe zające                                | 1808–1812 | 45 × 63 cm     | Metropolitan Museum of Art (Nowy Jork)          | Stany Zjednoczone |
|       | Martwa kaczka                                | 1808–1812 | 44 × 62 cm     | Kolekcja prywatna                               |                   |

##### Fiestas y costumbres(1814–1816)
Seria czterech obrazów małego formatu, olej na desce.
| Obraz | Tytuł                    | Data      | Wymiary    | Kolekcja                                                  | Kraj      |
| ----- | ------------------------ | --------- | ---------- | --------------------------------------------------------- | --------- |
|       | Trybunał Inkwizycji      | 1814–1816 | 46 × 73 cm | Królewska Akademia Sztuk Pięknych św. Ferdynanda (Madryt) | Hiszpania |
|       | Procesja biczowników     | 1814–1816 | 46 × 73 cm | Królewska Akademia Sztuk Pięknych św. Ferdynanda          | Hiszpania |
|       | Dom wariatów             | 1814–1816 | 45 × 72 cm | Królewska Akademia Sztuk Pięknych św. Ferdynanda (Madryt) | Hiszpania |
|       | Walka byków w miasteczku | 1814–1816 | 45 × 72 cm | Królewska Akademia Sztuk Pięknych św. Ferdynanda          | Hiszpania |

#### Autoportrety (1773–1820)
| Obraz | Tytuł                                              | Data          | Wymiary        | Kolekcja                                                  | Kraj              |
| ----- | -------------------------------------------------- | ------------- | -------------- | --------------------------------------------------------- | ----------------- |
|       | Autoportret                                        | 1773          | 58 × 44 cm     | Museo Camón Aznar (Saragossa)                             | Hiszpania         |
|       | Autoportret                                        | ok. 1783      | 86 × 60 cm     | Muzeum Sztuk Pięknych w Agen                              | Francja           |
|       | Autoportret w pracowni                             | 1790–1795     | 42 × 28 cm     | Królewska Akademia Sztuk Pięknych św. Ferdynanda (Madryt) | Hiszpania         |
|       | Autoportret                                        | 1795–1797     | 18,2 × 12,2 cm | Prado (Madryt)                                            | Hiszpania         |
|       | Autoportret w okularach                            | ok. 1797–1800 | 61,5 × 47,8 cm | Muzeum Goi w Castres                                      | Francja           |
|       | Autoportret w okularach                            | ok. 1797–1800 | 54 × 39,5 cm   | Musée Bonnat-Helleu                                       | Francja           |
|       | Autoportret w wieku sześćdziesięciu dziewięciu lat | 1815          | 46 × 35 cm     | Prado                                                     | Hiszpania         |
|       | Autoportret w wieku sześćdziesięciu dziewięciu lat | ok. 1815      | 51 × 46 cm     | Królewska Akademia Sztuk Pięknych św. Ferdynanda          | Hiszpania         |
|       | Autoportret z doktorem Arrietą                     | 1820          | 117 × 79 cm    | Minneapolis Institute of Art (Minneapolis)                | Stany Zjednoczone |

#### Obrazy przypisywane Goi
| Obraz | Tytuł                                                                           | Data                   | Wymiary         | Kolekcja                                                    | Kraj              |
| ----- | ------------------------------------------------------------------------------- | ---------------------- | --------------- | ----------------------------------------------------------- | ----------------- |
|       | Wniebowzięcie Matki Boskiej i Świętego Inigo z Oña                              | ok. 1763?              | 230 × 70 cm     | San Juan El Real (Calatayud)                                | Hiszpania         |
|       | Porwanie Europy                                                                 | 1770–1772              | 47 × 68 cm      | Kolekcja prywatna                                           | Stany Zjednoczone |
|       | Złożenie do grobu                                                               | 1772                   | 130 × 95 cm     | Museo Lázaro Galdiano (Madryt)                              | Hiszpania         |
|       | Portret mężczyzny w kapeluszu                                                   | 1773–1775              | 31 × 42 cm      | Museo de Zaragoza                                           | Hiszpania         |
|       | Pietà                                                                           | 1774                   | 83,5 × 58 cm    | Muzeum Romantyzmu w Madrycie                                | Hiszpania         |
|       | Portret Matthiasa Allué                                                         | ok. 1775 lub 1780–1781 | 67 × 53 cm      | Muzeum Goi w Castres                                        | Francja           |
|       | Cornelio Vandergoten                                                            | 1782                   | 62 × 47 cm      | Prado (Madryt)                                              | Hiszpania         |
|       | Juana Mazarredo y Moyúa                                                         | 1784                   | 83,2 × 58,4 cm  | Kolekcja prywatna                                           |                   |
|       | Mariana Waldstein, markiza de Santa Cruz                                        | 1797–1800              | 52 × 34 cm      | Luwr (Paryż)                                                | Francja           |
|       | Ferdynand, książę Asturii                                                       | 1800                   | 52 × 39 cm      | Kolekcja prywatna                                           |                   |
|       | Arcybiskup Joaquín Company                                                      | ok. 1800               | 55 × 72 cm      | Speed Art Museum (Louisville)                               | Stany Zjednoczone |
|       | Lorenza Correa                                                                  | 1802–1803              | 80 × 58 cm      | Dawne zbiory de Noailles (Paryż)                            | Francja           |
|       | Majas na balkonie                                                               | 1808–1812              | 195 × 126 cm    | Metropolitan Museum of Art (Nowy Jork)                      | Stany Zjednoczone |
|       | Msza oczyszczenia lub Błogosławieństwo nowych matek lub Msza za duszę położnicy | 1808–1812              | 53 × 77 cm      | Muzeum Sztuk Pięknych w Agen                                | Francja           |
|       | Portret młodego mężczyzny w brązowym stroju (Javier Goya?)                      | 1810–1815              | 81.3 × 58.1 cm  | Museum of Fine Arts w Bostonie                              | Stany Zjednoczone |
|       | Książę Wellington                                                               | ok. 1812               | 105,5 × 83,7 cm | Narodowa Galeria Sztuki w Waszyngtonie                      | Stany Zjednoczone |
|       | Portret księcia San Carlos (wersja zredukowana)                                 | 1815                   | 77 × 60 cm      | Kolekcja prywatna                                           |                   |
|       | Aktorka Rita Luna                                                               | 1814–1818              | 43 × 35,5 cm    | Kolekcja prywatna                                           |                   |
|       | Portret młodej kobiety z różą                                                   | ?                      |                 |                                                             |                   |
|       | Portret pikadora                                                                | ?                      | 77,1 × 57,8 cm  | Narodowe Muzeum Sztuki, Architektury i Projektowania (Oslo) | Norwegia          |
|       | Nocna scena inkwizycji                                                          | ok. 1810               | 30,1 × 40 cm    | Narodowe Muzeum Sztuki, Architektury i Projektowania (Oslo) | Norwegia          |
|       | Egzorcyzm                                                                       | XIX w.                 | 48 × 60 cm      | Prado                                                       | Hiszpania         |
|       | Miasto na skale                                                                 | XIX w.                 | 83,8 × 104,1 cm | Metropolitan Museum of Art (Nowy Jork)                      | Stany Zjednoczone |
|       | Portret mężczyzny                                                               | XIX w.                 |                 | Museum Oskar Reinhart am Römerholz (Winterthur)             | Szwajcaria        |
|       | Asmodeusz (szkic)                                                               | 1819–1823              | 48,5 × 20 cm    | Muzeum Sztuki w Bazylei                                     | Szwajcaria        |

### Kartony (projekty) tapiserii

#### I seria (1775)
| Karton | Tytuł                   | Data | Wymiary      | Kolekcja                            | Kraj      |
| ------ | ----------------------- | ---- | ------------ | ----------------------------------- | --------- |
|        | Polowanie na dzika      | 1775 | 249 × 173 cm | Pałac Królewski w Madrycie (Madryt) | Hiszpania |
|        | Polowanie na przepiórki | 1775 | 290 × 226 cm | Prado (Madryt)                      | Hiszpania |
|        | Psy na smyczy           | 1775 | 112 × 174 cm | Prado (Madryt)                      | Hiszpania |
|        | Polowanie z wabikiem    | 1775 | 112 × 179 cm | Prado (Madryt)                      | Hiszpania |
|        | Myśliwy ładujący broń   | 1775 | 292 × 50 cm  | Prado (Madryt)                      | Hiszpania |
|        | Myśliwy z psami         | 1775 | 262 × 71 cm  | Prado (Madryt)                      | Hiszpania |
|        | Wędkarz                 | 1775 | 290 × 226 cm | Prado (Madryt)                      | Hiszpania |

#### II seria (1776–1778)
| Karton | Tytuł                                                | Data      | Wymiary      | Kolekcja       | Kraj      |
| ------ | ---------------------------------------------------- | --------- | ------------ | -------------- | --------- |
|        | Podwieczorek na wsi                                  | 1776      | 271 × 295 cm | Prado (Madryt) | Hiszpania |
|        | Tańce w San Antonio de la Florida                    | 1776–1777 | 275 × 298 cm | Prado (Madryt) | Hiszpania |
|        | Pijący                                               | 1777      | 107 × 151 cm | Prado (Madryt) | Hiszpania |
|        | Parasolka                                            | 1777      | 104 × 152 cm | Prado (Madryt) | Hiszpania |
|        | Spacer w Andaluzji lub Maja i mężczyźni w pelerynach | 1777      | 275 × 190 cm | Prado (Madryt) | Hiszpania |
|        | Bójka przed Nową Karczmą                             | 1777      | 275 × 414 cm | Prado (Madryt) | Hiszpania |
|        | Gracze w karty                                       | 1777–1778 | 270 × 167 cm | Prado (Madryt) | Hiszpania |
|        | Latawiec                                             | 1778      | 269 × 285 cm | Prado (Madryt) | Hiszpania |
|        | Dzieci zrywające owoce>                              | 1778      | 119 × 122 cm | Prado (Madryt) | Hiszpania |
|        | Dzieci nadymające pęcherz                            | 1778      | 116 × 124 cm | Prado (Madryt) | Hiszpania |

#### III seria (1778–1779)
| Karton | Tytuł                          | Data      | Wymiary      | Kolekcja       | Kraj      |
| ------ | ------------------------------ | --------- | ------------ | -------------- | --------- |
|        | Ślepiec z gitarą               | 1778–1779 | 260 × 311 cm | Prado (Madryt) | Hiszpania |
|        | Sprzedawca fajansów            | 1778–1779 | 259 × 220 cm | Prado (Madryt) | Hiszpania |
|        | Sprzedawczyni owoców           | 1778–1779 | 259 × 100 cm | Prado (Madryt) | Hiszpania |
|        | Targ w Madrycie                | 1778–1779 | 258 × 218 cm | Prado (Madryt) | Hiszpania |
|        | Maja i wojskowy                | 1778–1779 | 259 × 100 cm | Prado (Madryt) | Hiszpania |
|        | Dzieci bawiące się w żołnierzy | 1779      | 146 × 94 cm  | Prado (Madryt) | Hiszpania |
|        | Chłopiec i drzewo              | 1779–1780 | 262 × 40 cm  | Prado (Madryt) | Hiszpania |
|        | Chłopiec i ptak                | 1779–1780 | 262 × 40 cm  | Prado (Madryt) | Hiszpania |
|        | Majo grający na gitarze        | 1779      | 137 × 112 cm | Prado (Madryt) | Hiszpania |

#### IV seria (1779–1780)
| Karton | Tytuł                              | Data      | Wymiary         | Kolekcja                             | Kraj              |
| ------ | ---------------------------------- | --------- | --------------- | ------------------------------------ | ----------------- |
|        | Huśtawka                           | 1779      | 260 × 165 cm    | Prado (Madryt)                       | Hiszpania         |
|        | Gra w pelotę                       | 1779      | 261 × 470 cm    | Prado (Madryt)                       | Hiszpania         |
|        | Lekarz                             | 1779      | 95,8 × 120,2 cm | Scottish National Gallery (Edynburg) | Szkocja           |
|        | El balancín                        | 1780      | 95,8 × 120,2 cm | Muzeum Sztuk Pięknych w Walencji     | Hiszpania         |
|        | Niños del carretón                 | 1778      | 30 × 43 cm      | Toledo Museum of Art (Ohio)          | Stany Zjednoczone |
|        | Spotkanie                          | 1779–1780 | 100 × 151 cm    | Prado (Madryt)                       | Hiszpania         |
|        | Straż akcyzy tytoniowej            | 1779–1780 | 262 × 137 cm    | Prado (Madryt)                       | Hiszpania         |
|        | Praczki                            | 1779–1780 | 218 × 166 cm    | Prado (Madryt)                       | Hiszpania         |
|        | Drwale                             | 1780      | 141 × 114 cm    | Prado (Madryt)                       | Hiszpania         |
|        | La Novillada (Walka młodych byków) | 1780      | 259 × 136 cm    | Prado (Madryt)                       | Hiszpania         |

#### V seria (1786–1787)
| Karton | Tytuł                     | Data      | Wymiary          | Kolekcja                            | Kraj              |
| ------ | ------------------------- | --------- | ---------------- | ----------------------------------- | ----------------- |
|        | Kwiaciarki, czyli Wiosna  | 1786–1787 | 277 × 192 cm     | Prado (Madryt)                      | Hiszpania         |
|        | Żniwa, czyli Lato         | 1786–1787 | 276 × 641 cm     | Prado (Madryt)                      | Hiszpania         |
|        | Winobranie, czyli Jesień  | 1786–1787 | 275 × 190 cm     | Prado (Madryt)                      | Hiszpania         |
|        | Śnieżyca, czyli Zima      | 1786–1787 | 275 × 293 cm     | Prado (Madryt)                      | Hiszpania         |
|        | Mali chłopcy z psami      | 1786–1787 | 112 × 145 cm     | Prado (Madryt)                      | Hiszpania         |
|        | Chłopiec na baranie       | 1786–1787 | 127,2 × 112,1 cm | Art Institute of Chicago (Illinois) | Stany Zjednoczone |
|        | Ranny murarz              | 1786–1787 | 268 × 110 cm     | Prado (Madryt)                      | Hiszpania         |
|        | Biedacy przy fontannie    | 1786–1787 | 277 × 115 cm     | Prado (Madryt)                      | Hiszpania         |
|        | Riña de gatos             | 1786–1787 | 56 × 193 cm      | Prado (Madryt)                      | Hiszpania         |
|        | Sroka na drzewie          | 1786–1787 | 279 × 28 cm      | Prado (Madryt)                      | Hiszpania         |
|        | Myśliwy przy źródle       | 1786–1788 | 130 × 131 cm     | Prado (Madryt)                      | Hiszpania         |
|        | Pasterz grający na flecie | 1786–1788 | 130 × 134 cm     | Prado (Madryt)                      | Hiszpania         |

#### VI seria (1787–1788)
| Karton | Tytuł                                    | Data      | Wymiary        | Kolekcja                    | Kraj            |
| ------ | ---------------------------------------- | --------- | -------------- | --------------------------- | --------------- |
|        | Łąka św. Izydora                         | 1788      | 44 × 94 cm     | Prado (Madryt)              | Hiszpania       |
|        | Pustelnia św. Izydora w dzień świąteczny | 1788      | 42 × 44 cm     | Prado (Madryt)              | Hiszpania       |
|        | Ciuciubabka                              | 1788–1789 | 269 × 350 cm   | Prado (Madryt)              | Hiszpania       |
|        | Podwieczorek na wsi                      | 1786      | 41.3 × 25.8 cm | National Gallery w Londynie | Wielka Brytania |
|        | Gato acosado                             | 1786      | 42 × 15,5 cm   | Kolekcja prywatna (Madryt)  | Hiszpania       |

#### VII seria (1791–1792)
| Karton | Tytuł                            | Data      | Wymiary         | Kolekcja                      | Kraj              |
| ------ | -------------------------------- | --------- | --------------- | ----------------------------- | ----------------- |
|        | Rozmawiające kobiety             | 1791–1793 | 59,1 × 142,9 cm | Wadsworth Atheneum (Hartford) | Stany Zjednoczone |
|        | Zabawa w małych olbrzymów        | 1791–1792 | 137 × 104 cm    | Prado (Madryt)                | Hiszpania         |
|        | Szczudlarze                      | 1791–1792 | 137 × 104 cm    | Prado (Madryt)                | Hiszpania         |
|        | Wesele                           | 1791–1792 | 268 × 320 cm    | Prado (Madryt)                | Hiszpania         |
|        | Młode kobiety z dzbanami         | 1791–1792 | 262 × 160 cm    | Prado (Madryt)                | Hiszpania         |
|        | Chłopcy wspinający się na drzewo | 1791–1792 | 141 × 111 cm    | Prado (Madryt)                | Hiszpania         |
|        | Słomiana kukła                   | 1791–1792 | 267 × 160 cm    | Prado (Madryt)                | Hiszpania         |
|        | Huśtawka                         | 1791–1792 | 82,4 × 163,2 cm | Philadelphia Museum of Art    | Stany Zjednoczone |

#### Szkice
| Szkic | Tytuł                                      | Data      | Wymiary           | Kolekcja                                                         | Kraj              |
| ----- | ------------------------------------------ | --------- | ----------------- | ---------------------------------------------------------------- | ----------------- |
|       | Dzieci bawiące się w żołnierzy             | 1775      | 39 × 28 cm        | Kolekcja Yanduri (Sewilla)                                       | Hiszpania         |
|       | Napad                                      | 1776      | 41,5 × 53,5 cm    | Kolekcja prywatna                                                |                   |
|       | Podwieczorek                               | 1776      | 40,2 × 54,6 cm    | Stara Pinakoteka (Bayerische Staatsgemäldesammlungen, Monachium) | Niemcy            |
|       | Bójka przed Karczmą pod Kogutem            | 1777      | 41,9 cm × 67,3 cm | Prado (Madryt)                                                   | Hiszpania         |
|       | Spacer w Andaluzji                         | 1777      | 39 cm × 29 cm     | Kolekcja prywatna                                                | Hiszpania         |
|       | Gracze w karty                             | ok. 1777  | 86,5 × 59 cm      | Museum Oskar Reinhart (Winterthur)                               | Szwajcaria        |
|       | Praczki                                    | ok. 1779  | 86,5 × 59 cm      | Museum Oskar Reinhart (Winterthur)                               | Szwajcaria        |
|       | Ślepiec z gitarą                           | 1778      |                   | Biblioteka Narodowa Hiszpanii (Madryt)                           | Hiszpania         |
|       | Kwiaciarki, czyli Wiosna                   | 1786–1787 | 35 × 24 cm        | Kolekcja de Montellano (Madryt)                                  | Hiszpania         |
|       | Młócka, szkic do kartonu Żniwa, czyli Lato | 1786–1787 | 34 × 76 cm        | Museo Lázaro Galdiano (Madryt)                                   | Hiszpania         |
|       | Winobranie, czyli Jesień                   | 1786–1787 | 34,4 × 24,3 cm    | Sterling and Francine Clark Art Institute (Williamstown)         | Stany Zjednoczone |
|       | Śnieżyca, czyli zima                       | 1786–1787 | 34,3 × 36,6 cm    | Art Institute of Chicago (Chicago)                               | Stany Zjednoczone |
|       | Pijany murarz                              | 1786      | 35 × 15 cm        | Prado (Madryt)                                                   | Hiszpania         |
|       | Kobieta i dwoje dzieci przy źródle         | 1786–1787 | 18,5 × 3,5 cm     | Muzeum Thyssen-Bornemisza                                        | Hiszpania         |
|       | Ciuciubabka                                | 1788–1789 | 18,5 × 3,5 cm     | Prado (Madryt)                                                   | Hiszpania         |
|       | Młode kobiety z dzbanami                   | 1791      | 34 × 21 cm        | Kolekcja Colomer (Madryt)                                        | Hiszpania         |
|       | Słomiana kukła                             | 1791      | 35,6 × 23,2 cm    | Hammer Museum (Los Angeles)                                      | Stany Zjednoczone |

### Cyklczarne obrazy(1819–1823)
| Obraz | Tytuł                              | Data      | Wymiary          | Kolekcja | Kraj      |
| ----- | ---------------------------------- | --------- | ---------------- | -------- | --------- |
|       | Parki                              | 1819–1823 | 123 × 266 cm     | Prado    | Hiszpania |
|       | Sabat czarownic                    | 1819–1823 | 140 × 438 cm     | Prado    | Hiszpania |
|       | Bójka na kije                      | 1819–1823 | 123 × 266 cm     | Prado    | Hiszpania |
|       | Saturn pożerający własne dzieci    | 1819–1823 | 146 × 83 cm      | Prado    | Hiszpania |
|       | Dwie staruchy jedzące zupę         | 1819–1823 | 49,3 × 83,4 cm   | Prado    | Hiszpania |
|       | Asmodeusz                          | 1819–1823 | 123 × 265 cm     | Prado    | Hiszpania |
|       | Pielgrzymka do źródła św. Izydora  | 1819–1823 | 140 × 438 cm     | Prado    | Hiszpania |
|       | Pies                               | 1819–1823 | 131,5 × 79,3 cm  | Prado    | Hiszpania |
|       | Dwaj starcy                        | 1819–1823 | 144 × 66 cm      | Prado    | Hiszpania |
|       | Lektura                            | 1819–1823 | 126 × 66 cm      | Prado    | Hiszpania |
|       | Judyta i Holofernes                | 1819–1823 | 143,5 × 81,4 cm  | Prado    | Hiszpania |
|       | Dwie kobiety i mężczyzna           | 1819–1823 | 125 × 65,5 cm    | Prado    | Hiszpania |
|       | Przechadzka Świętego Oficjum       | 1819–1823 | 123 × 266 cm     | Prado    | Hiszpania |
|       | Leokadia Zorrilla, służąca artysty | 1819–1823 | 147,5 × 129,4 cm | Prado    | Hiszpania |

### Akwarele na kości słoniowej (1824–1825)
| Obraz | Tytuł                                        | Data      | Wymiary      | Kolekcja                             | Kraj              |  |
| ----- | -------------------------------------------- | --------- | ------------ | ------------------------------------ | ----------------- |  |
|       | Mnich i kobieta                              | 1824–1825 | 5,7 × 5,4 cm | Princeton University Art Museum      | Stany Zjednoczone |  |
|       | Kobieta w ubraniu podwiewanym wiatrem        | 1824–1825 | 9 × 9,5 cm   | Museum of Fine Arts w Bostonie       | Stany Zjednoczone |  |
|       | Chłopiec straszony przez mężczyznę           | 1824–1825 | 5,9 × 6 cm   | Museum of Fine Arts w Bostonie       | Stany Zjednoczone |  |
|       | Półnaga dziewczyna leżąca na skale           | 1824–1825 | 8,8 × 8,6 cm | Museum of Fine Arts w Bostonie       | Stany Zjednoczone |  |
|       | Mężczyzna szukający pcheł w swojej koszuli   | 1824–1825 | 6 × 5,9 cm   | Museum of Fine Arts w Bostonie       | Stany Zjednoczone |  |
|       | Dwóch chłopców oglądających książkę          | 1824–1825 | 5,2 × 5,3 cm | Rhode Island School of Design Museum | Stany Zjednoczone |  |
|       | Siedzący majo i maja                         | 1824–1825 | 8,8 × 8,3 cm | Nationalmuseum (Sztokholm)           | Szwecja           |  |
|       | Mężczyzna jedzący pory                       | 1824–1825 | 6,2 × 5,6 cm | Gabinet Miedziorytów w Dreźnie       | Niemcy            |  |
|       | Mężczyzna iskający małego psa                | 1824–1825 | 8,9 × 8,5 cm | Gabinet Miedziorytów w Dreźnie       | Niemcy            |  |
|       | Dwóch Maurów                                 | 1824–1825 | 8,5 × 8 cm   | Orientalist Museum, Doha             | Katar             |  |
|       | Zuzanna i starcy                             | 1824–1825 | 5,5 × 5,5 cm | Kolekcja prywatna                    |                   |  |
|       | Mężczyzna rozpaczający nad martwym dzieckiem | 1824–1825 | 8,8 × 8,8 cm | Kolekcja prywatna                    |                   |  |
|       | Maja i Celestyna                             | 1824–1825 | 5,4 × 5,4 cm | Kolekcja prywatna                    |                   |  |
|       | Judyta odcinająca głowę Holofernesowi        | 1824–1825 | 8,7 × 8,5 cm | Kolekcja prywatna                    |                   |  |
|       | Głowa mężczyzny                              | 1824–1825 | 5,5 × 5,5 cm | Kolekcja prywatna                    |                   |  |
|       | Popiersie starego żebraka                    | 1824–1825 | 5,5 × 5,5 cm | Zaginiony                            |                   |  |
|       | Trzech pijących mężczyzn                     | 1824–1825 | 5,5 × 5,5 cm | Zaginiony                            |                   |  |
|       | Sześciu szaleńców                            | 1824–1825 | 9 × 9 cm     | Zaginiony                            |                   |  |
|       | Mężczyzna palący cygaro                      | 1824–1825 | 5,5 × 5,5 cm | Zaginiony                            |                   |  |
|       | Kobieta klęcząca w ciemności                 | 1824–1825 | 8,7 × 7,8 cm | Zaginiony                            |                   |  |

### Freski
| Obraz | Tytuł                                                  | Data | Wymiary        | Kolekcja                                      | Kraj      |
| ----- | ------------------------------------------------------ | ---- | -------------- | --------------------------------------------- | --------- |
|       | Anioły adorujące Imię Boże                             | 1772 | 700 × 1.500 cm | Bazylika Nuestra Señora del Pilar (Saragossa) | Hiszpania |
|       | Anioły adorujące Imię Boże (szkic)                     | 1772 | 75 × 152 cm    | Museo Camón Aznar (Saragossa)                 | Hiszpania |
|       | Matka Boska Królowa Męczenników                        | 1780 |                | Bazylika Nuestra Señora del Pilar (Saragossa) | Hiszpania |
|       | Freski w kościele San Antonio de la Florida w Madrycie | 1798 |                | Kościół San Antonio de la Florida w Madrycie  | Hiszpania |

### Al secco
| Obraz | Tytuł                                                                               | Data | Wymiary          | Kolekcja                     | Kraj      |
| ----- | ----------------------------------------------------------------------------------- | ---- | ---------------- | ---------------------------- | --------- |
|       | Sceny z życia Najświętszej Marii Panny (11 malowideł z klasztoru kartuzów Aula Dei) | 1774 | ok. 306 × 790 cm | Kartuza Aula Dei (Saragossa) | Hiszpania |

### Ryciny i grafiki
- Grafiki według serii płócien Velazqueza – 1778, miedzioryty – 19 rycin
- Kaprysy (Los Caprichos) – 1797–1798 (wyd. 1799), akwaforta z akwatintą – 80 rycin, Museo del Grabado de Goya

1. Francisco Goya y Lucientes
2. Mówią tak i oddają rękę pierwszemu lepszemu
3. Oto idzie Baba Jaga
4. Stary dzieciak
5. Jedno warte drugiego
6. Nikt nie zna samego siebie
7. I tak jej nie pozna
8. I porwali ją
9. Tantal [ze zwłokami ukochanej]
10. Miłość i śmierć
11. Chłopcy od mokrej roboty
12. Polowanie na zęby
13. Za gorące dania
14. Co za poświęcenie!
15. A to piękne rady
16. Na litość boską: to była jej matka
17. Już dobrze naciągnięta
18. Dom mu się pali
19. Wszyscy muszą upaść
20. Już są oskubani
21. Jakże ją skubią!
22. Biedule!
23. Te pytki
24. Nie było rady
25. Po co zbił dzban
26. Nareszcie usiadły
27. Kto z nich jest bardziej oddany?
28. Cicho, cicho
29. I jak tu czytać?
30. I po co je chować?
31. Modli się o nią
32. I na cóż jej była czułość
33. U cyrulika-szrlatana
34. Zmorzył je sen
35. Łupi go ze skóry
36. Zła noc
37. Czy też uczeń dowie się czegoś więcej?
38. Brawo!
39. Osioł z dziada pradziada
40. Żebym wiedział, na co umrze?
41. Ni mniej, ni więcej
42. Ty, który nie możesz
43. Gdy rozum śpi, budzą się demony
44. Cienko przędą
45. Teraz się uraczą
46. Pokuta
47. Ofiara mistrzowi
48. Chór szpiclów
49. Chochliki
50. Szynszyle
51. Muskają się
52. Co może zdziałać krawiec!
53. Złotousty!
54. Bezczelny
55. Aż do śmierci
56. Wzloty i upadki
57. Rozwód
58. Połknij to, pasie
59. Dlaczego nie odchodzą!
60. Próby
61. Uleciały
62. Któż by w to uwierzył!
63. Niech wiedzą, jacyśmy dostojni!
64. Szczęśliwej drogi
65. Dokąd diabli mamę niosą?
66. Swój niesie swego
67. Zaczekaj, otrzymasz namaszczenie
68. Piękna mistrzyni!
69. Tchnij
70. Zbożne rzemiosło
71. O świcie pójdziemy
72. Nie umkniesz nam
73. Lepiej próżnować
74. Nie krzycz, głupia
75. Czy nikt nas już nie rozłączy?
76. A więc jest Waszmość, jak mówią! Uważać, bo jak nie…
77. Jedni jeżdżą na drugich
78. Uwaga, już się budzą
79. Nikt nas nie widział
80. Już najwyższy czas

- Okropności wojny (Los desastres de la guerra) – 1810-23 (wyd. 1863), akwaforta z akwatintą – 82 ryciny, Museo del Grabado de Goya

1. Smutne przeczucie tego, co nastąpi
2. Słusznie czy niesłusznie?
3. To samo
4. Kobiety dodają odwagi
5. I są jak dzikie bestie
6. Dobrze ci tak
7. Co za odwaga!
8. Zawsze się zdarza
9. Nie chcą
10. Tego też nie
11. Za nic na świecie
12. Po co się urodziłeś
13. Gorzko być obecnym
14. Ciężki jest ten krok
15. Nie ma rady
16. Korzystają z okazji
17. Nie zgadzają się
18. Pogrzebać ich i milczeć
19. Już nie ma czasu
20. Opatrzeć ich i dalej
21. Będzie tak samo
22. Jeszcze gorzej
23. Wszędzie to samo
24. Mogą się jeszcze przydać
25. Te także
26. Nie można na to patrzeć
27. Miłosierdzie
28. Motłoch
29. Zasłużył na to
30. Zniszczenia wojenne
31. Twarda sztuka
32. Za co?
33. Czy można zrobić więcej?
34. Z powodu nozyka
35. Nie wiadomo za co
36. Ani to
37. To jest gorsze
38. Barbarzyńcy!
39. Wielki wyczyn!
40. Coś z tego ma
41. Uciekają przez płomienie
42. Wszystko przewrócone do góry nogami
43. To także
44. Widziałem to
45. I to także
46. To jest złe
47. Tak się stało
48. Okrutna litość!
49. Miłosierdzie kobiety
50. Nieszczęsna matka!
51. Dzięki prosu
52. Nie zdążyły
53. Nie było na to rady
54. Daremne błagania
55. Najgorzej jest żebrać
56. Na cmentarz
57. Zdrowi i chorzy
58. Nie ma co krzyczeć
59. Czyż potrzebna filiżanka?
60. Nikt im nie pomoże
61. Oni są z innej gliny
62. Łoża śmierci
63. Żniwo śmierci
64. Ładunek dla cmentarza
65. Co to za wrzawa?
66. Dziwna pobożność!
67. I ta nie mniej
68. Co za szaleństwo!
69. Nic. To się okaże
70. Nie znajdą drogi
71. Przeciwko dobru publicznemu
72. Następstwa
73. Kocia pantomima
74. To jest najgorsze
75. Sztuczki szarlatanów
76. Mięsożerny sęp
77. Bo się zerwie lina
78. Dobrze się broni
79. Prawda umarła
80. Czy zmartwychwstanie?
- Tauromachia lub Sztuka korridy – wyd. 1816, akwaforty – 33 ryciny, Museo del Grabado de Goya

1. Sposób, w jaki starożytni Hiszpanie polowali konno na byki
2. Inny sposób polowania pieszo
3. Maurowie zamieszkali w Hiszpanii, zapominając o przesądach Koranu, przejęli sztukę polowania na byki i dźgają zwierzę lancami
4. Zwodzą byka płachtą na arenie
5. Dzielny Maur Gazul był pierwszym, który walczył z bykiem według reguł
6. Maurowie zwodzą byka płachtami uczynionymi ze swych burnusów
7. Pochodzenie sztuki wbijania harpunów, czyli banderilli
8. maur porwany na rogi na arenie
9. Rycerz hiszpański straciwszy konia, śmiertelnie godzi byka
10. Karol V godzi byka lancą na arenie w Valladolid
11. Cid Campeador godzi lancą innego byka
12. Atakowanie byka lancami, dzidami w kształcie półksiężyca, banderillami i inną bronią
13. Hiszpański rycerz atakuje krótką lancą byka na arenie, bez pomocy przybocznych chłopców
14. Zręczny młodzieniec de Falces wyprowadza byka w pole swymi unikami
15. Sławny Martincho wbija banderillę
16. Ten sam Martincho przewraca byka na arenie w Madrycie
17. Zapora uczyniona z osłów chroni Maurów przed atakami byka z kulami na nogach
18. Odwaga Martincho na arenie w Saragossie
19. Inne jego szaleństwa na tej samej arenie
20. Zręczność i zuchwałość Juanito Apinani na arenie w Madrycie
21. Nieszczęśliwy wypadek na widowni areny w Madrycie i śmierć alkada z Torrejon
22. Męska odwaga sławnego Pajuelera na arenie w Saragossie
23. Mariano Ceballos, alias Indianin, zabija byka siedząc na koniu
24. Tenże Ceballos na arenie w Madrycie, siedząc na byku atakuje krótką lancą drugie zwierzę
25. Szczują byka psami
26. Pikador spada z konia pod nogi byka
27. Sławny Fernando del Toro za pomocą lancy zmusza zwierzę do posłuszeństwa
28. Na madryckiej arenie dzielny Rendon atakuje byka piką. Zapłacił za to życiem
29. Pepe Illo uskakuje przed bykiem
30. Pedro Romero zabija stojącego byka
31. Ogniste banderille
32. dwie grupy pikadorów powalone jedna na drugiej przez jednego byka
33. Nieszczęśliwa śmierć Pepe Illo na arenie w Madrycie

A. Hiszpański rycerz na koniu i w asyście pomocników atakuje byka krótką lancą
B. Koń powalony przez byka
C. Psy atakują byka
D. Toreador, siedząc na ramionach pomocnika, atakuje byka lancą
E. Śmierć Pepe Illo
F. Śmierć Pepe Illo
G. Walka z bykiem z powozu zaprzężonego w muły
- Szaleństwa lub Przysłowia – 1815-24, akwatinty i akwaforty – 22 ryciny, Museo del Grabado de Goya

1. Waży więcej niż martwy osioł. Szaleństwo kobiece
2. Ze strachu nie trać honoru. Szaleństwo strachu
3. Błąkać się w gałęziach. Szaleństwo śmieszne
4. Od złych nałogów do cudzołóstwa tylko krok. Głuptasek
5. Nie uznaje przyjaciół, którzy okrywają mnie skrzydłami, a jednocześnie kłują dziobem. Szaleństwo latające
6. Bóg nas tak stworzył, że nie możemy wyjść z podziwu. Szaleństwo wściekłe
7. Zła żona ma zawsze coś do powiedzenia. Szaleństwo małżeńskie
8. Nie wiadomo, co kryje się pod tą suknią. Zakutani w worki
9. Kocie pazury i ubiór świętoszka. Szaleństwo ogólne
10. Niech kto inny ujarzmia kobietę i źrebaka. Koń porywacz
11. Szaleństwo nędzy
12. Gdyby Marina nie tańczyła, nie złamałaby nogi. Szaleństwo radosne
13. Chęć jest matką umiejętności. Sposób na latanie
14. Ciesz się karnawałem, bo jutro w proch się obrócisz. Szaleństwo karnawałowe
15. Nie polecają się Bogu, ani diabłu. Szaleństwo oczywiste
16. Łatwiej goją się rany od noża niż od złego języka. Namowy
17. Kto cię nie lubi, nawet w żartach mówi źle o tobie. Lojalność
18. Bóg ich stworzył, a oni łączą się w pary. Szaleństwo żałobne

- Byki z Bordeaux – 1825, litografia – 4 ryciny
  - Hiszpańskie rozrywki
  - Sławny Mariano Ceballos z Ameryki
  - Przegrodzona arena
  - Rozwścieczony byk albo Ranny pikador
- Inne
  - Gaulon – 1825, 27 × 21 cm, litografia, Museo Lázaro Galdiano, Madryt
  - Syn Gaulona – 1825, 22 × 18 cm, litografia, British Museum, Londyn

### Rysunki
- Album A (lato 1796, Sanlúcar)
- Album B (1796–1797)
- Album C (1803–1824)
- Album D (1801–1803)
- Album E (1783–1812)
- Album F (1812–1823)
- Album G i H (1824–1828, Bordeaux)